# 毎日映画コンクール
毎日映画コンクール（まいにちえいがコンクール）は、1946年に創設された、毎日新聞社やスポーツニッポン新聞社などが主催する映画の賞である。

## 概要
前年1月1日からその年の12月31日までに公開された全作品の中から、日本映画大賞をはじめ同優秀賞、個人賞（監督賞、脚本賞、主演俳優賞、助演俳優賞、撮影賞、美術賞、音楽賞、録音賞、技術賞）、記録文化映画賞、スポニチグランプリ新人賞、大藤信郎賞、田中絹代賞、日本映画ファン賞、外国映画ベストワン賞、外国映画ファン賞の各賞が選ばれる。対象作品は洋画、邦画を問わない。
毎年2月上旬に授賞式が行われ、第65回（2010年）は初めてtvk（テレビ神奈川）で授賞式の模様が生放送されたが、翌年（第66回、2011年）以降はオープニングセレモニーのみ生放送され、授賞式は後日録画放送される。
第65回から第74回（2019年）までの授賞式は、川崎市の協力で市内にあるミューザ川崎シンフォニーホールで執り行われていたが第75回（2020年）以降は、再び都内に戻り目黒区の協力でめぐろパーシモンホールで執り行われている。
第37回（1982年）までは毎日新聞社のみの主催だった。毎日新聞社は当時、経営再建中で、単独の映画賞を持っていないフジサンケイグループが毎日映画コンクールを譲り受けたいと、岡田茂日本映画製作者連盟会長に相談に訪れた。岡田は懇意にしていたスポーツニッポンの記者・脇田巧彦を東映本社に呼び「伝統ある毎コンが他社に渡っていいのか」と伝えた。脇田は驚き、すぐにスポーツニッポン新聞社社長の和田準一に報告。和田は毎日新聞東京本社代表・小池唯夫に掛け合い、毎日映画コンクールの授賞式とレセプションを盛大にする、スポニチも主催に入る、スポニチ新人賞を新設する、スポニチが応分の資金援助をするという改善策が決まり、第38回（1983年）以降、毎日映画コンクールは毎日・スポニチの共催となった。
第79回（2024年）は、ジェンダーレスの観点から俳優部門の男女の区別が撤廃され、男優主演賞と女優主演賞は主演俳優賞に、男優助演賞と女優助演賞は助演俳優賞に統一された。女性に限定していた田中絹代賞も休止となった。またアニメーション映画の表彰も、アニメーション映画賞（第44回で創設）が廃止され、大藤信郎賞のみとなった。

## 部門

### 作品部門
- 日本映画大賞
- 日本映画優秀賞
- 外国映画ベストワン賞

### 俳優部門
- 男優主演賞（ - 第78回）
- 女優主演賞（ - 第78回）
- 主演俳優賞（第79回 - ）
- 男優助演賞（ - 第78回）
- 女優助演賞（ - 第78回）
- 助演俳優賞（第79回 - ）
- スポニチグランプリ新人賞
- 田中絹代賞

### スタッフ部門
- 監督賞
- 脚本賞
- 撮影賞
- 美術賞
- 音楽賞
- 録音賞

### ドキュメンタリー部門
- ドキュメンタリー映画賞

### アニメーション部門
- アニメーション映画賞（第44回 - 第78回）
- 大藤信郎賞

### TSUTAYA DISCAS映画ファン賞
（2024年時点の名称）
- 日本映画部門
- 外国映画部門

### 特別賞
- 特別賞

## 歴代各賞
注：下記は年度表示であり、授賞式の年は翌年(2月)。

### 第1回（1946年） - 第10回（1955年）
目次 : 第1回（1946年） - 第2回（1947年） - 第3回（1948年） - 第4回（1949年） - 第5回（1950年） - 第6回（1951年） - 第7回（1952年） - 第8回（1953年） - 第9回（1954年） - 第10回（1955年）
第1回（1946年）
- 作品部門
  - 日本映画大賞 『或る夜の殿様』
  - 大衆賞 『或る夜の殿様』

- 俳優部門
  - 演技賞 小沢栄太郎『大曾根家の朝』

- スタッフ部門
  - 監督賞 今井正『民衆の敵』
  - 脚本賞 久板栄二郎『大曾根家の朝』
  - 撮影賞 立花幹也『檜舞台』
  - 音楽賞 早坂文雄『民衆の敵』

第2回（1947年）
- 作品部門
  - 日本映画大賞 『今ひとたびの』

- 俳優部門
  - 男優演技賞 森雅之『安城家の舞踏会』
  - 女優演技賞 田中絹代『結婚』『女優須磨子の恋』『不死鳥』
  - 新人演技賞 若山セツ子『おスミの持参金』

- スタッフ部門
  - 監督賞 黒澤明『素晴らしき日曜日』
  - 脚本賞 植草圭之助『素晴らしき日曜日』
  - 撮影賞 三浦光雄『今ひとたびの』
  - 美術賞 松山崇『今ひとたびの』
  - 音楽賞 早坂文雄『女優』
  - 録音賞 安恵重遠『女優』

第3回（1948年）
- 作品部門
  - 日本映画大賞 『醉いどれ天使』

- 俳優部門
  - 男優演技賞 笠智衆『手をつなぐ子等』
  - 女優演技賞 田中絹代『夜の女たち』『風の中の牝雞』
  - 助演賞 宇野重吉『わが生涯のかがやける日』『破戒』

- スタッフ部門
  - 監督賞 木下恵介『女』『肖像』『破戒』
  - 脚本賞 伊丹万作『手をつなぐ子等』
  - 撮影賞 伊藤武夫『醉いどれ天使』
  - 美術賞 浜田辰雄『わが生涯のかがやける日』『風の中の牝鷄』
  - 音楽賞 早坂文雄『酔いどれ天使』『虹を抱く処女』『富士山頂』
  - 録音賞 大村三郎『わが生涯のかがやける日』

- 特別賞
  - 清水宏『蜂の巣の子供たち』

第4回（1949年）
- 作品部門
  - 日本映画大賞 『晩春』
- 俳優部門
  - 男優演技賞 志村喬『静かなる決闘』『野良犬』
  - 女優演技賞 原節子『お嬢さん乾杯!』『青い山脈』『晩春』
  - 助演賞 木暮実千代『青い山脈』
- スタッフ部門
  - 監督賞 小津安二郎『晩春』
  - 脚本賞 野田高梧、小津安二郎『晩春』
  - 撮影賞 中井朝一『青い山脈』『野良犬』
  - 美術賞 松山崇『野良犬』
  - 音楽賞 早坂文雄『野良犬』
  - 録音賞 神谷正和『グッド・バイ』
- 特別賞
  - 小雀劇団・ともだち劇団・手をつなぐ子等グループ『恐れられた子等』

第5回（1950年）
- 作品部門
  - 日本映画大賞 『また逢う日まで』
  - 教育文化映画賞 『いねの一生』
- 俳優部門
  - 男優演技賞 佐分利信『執行猶予』『帰郷』
  - 女優演技賞 京マチ子『偽れる盛装』『羅生門』
  - 助演賞 山村聰『帰郷』『宗方姉妹』『大利根の夜霧』
- スタッフ部門
  - 監督賞 吉村公三郎『偽れる盛装』
  - 脚本賞 新藤兼人『偽れる盛装』
  - 撮影賞 三村明『暁の脱走』
  - 美術賞 水谷浩『偽れる盛装』
  - 音楽賞 吉沢博、黛敏郎『帰郷』
  - 録音賞 神谷正和『暁の脱走』『雪夫人絵図』

第6回（1951年）
- 作品部門
  - 日本映画大賞 『めし』『麦秋』
  - 教育文化映画賞 『中尊寺』
  - ニュース映画賞 日本ニュース「噴き出す灼熱の流れ」を含む第272号日本映画社
- 俳優部門
  - 男優演技賞 笠智衆『命美わし』『海の花火』
  - 女優演技賞 原節子『めし』『麦秋』
  - 女優助演賞 田村秋子『自由学校』『少年期』
- スタッフ部門
  - 監督賞 成瀬巳喜男『めし』
  - 脚本賞 木下恵介『カルメン故郷に帰る』
  - 撮影賞 玉井正夫『めし』
  - 美術賞 久保一雄『どっこい生きてる』、『わかれ雲』
  - 音楽賞 高田信一『風雪二十年』
  - 録音賞 藤好昌生『めし』

第7回（1952年）
- 作品部門
  - 日本映画大賞 『生きる』
  - 教育文化映画賞 『結核の生態』
  - ニュース映画賞 朝日ニュース「東京メーデー」を含む第349号日本映画新社
- 俳優部門
  - 男優主演賞 佐分利信『波』『お茶漬の味』『慟哭』
  - 女優主演賞 山田五十鈴『箱根風雲録』『現代人』
  - 男優助演賞 加東大介『おかあさん』『決闘鍵屋の辻』
  - 女優助演賞 中北千枝子『丘は花ざかり』『おかあさん』『稲妻』
  - 演技特別賞 河村黎吉『三等重役』
- スタッフ部門
  - 監督賞 渋谷実『現代人』『本日休診』
  - 脚本賞 黒澤明・橋本忍・小国英雄『生きる』
  - 撮影賞 宮川一夫『西陣の姉妹』『千羽鶴』
  - 美術賞 小池一美『西陣の姉妹』
  - 音楽賞 斎藤一郎『西鶴一代女』『おかあさん』『稲妻』『秘密』
  - 録音賞 矢野口文雄『生きる』

第8回（1953年）
- 作品部門
  - 日本映画大賞 『にごりえ』
  - 教育文化映画賞 『真空の世界』『雪ふみ』
  - ニュース映画賞 朝日ニュース「防衛体制強化へ」を含む第431号日本映画新社
- 俳優部門
  - 男優主演賞 上原謙『妻』『夫婦』
  - 女優主演賞 望月優子『日本の悲劇』
  - 男優助演賞 芥川比呂志『煙突の見える場所』
  - 女優助演賞 杉村春子『にごりえ』『東京物語』
- スタッフ部門
  - 監督賞 今井正『にごりえ』
  - 脚本賞 木下恵介『日本の悲劇』『まごころ』『恋文』
  - 撮影賞 宮島義勇『夜明け前』『蟹工船』
  - 美術賞 伊藤熹朔『雁』『雨月物語』
  - 音楽賞 芥川也寸志『煙突の見える場所』
  - 録音賞 大谷巌『雨月物語』

第9回（1954年）
- 作品部門
  - 日本映画大賞 『二十四の瞳』
  - 教育文化映画賞 『蚊』、『佐久間ダム』
  - ニュース映画賞 毎日世界ニュース第145号特報「衆院大乱闘事件」新理研映画社
- 俳優部門
  - 男優主演賞 山村聰『山の音』『黒い潮』
  - 女優主演賞 高峰秀子『二十四の瞳』『女の園』『この広い空のどこかに』『悪の愉しさ』
  - 男優助演賞 宮口精二『七人の侍』
  - 女優助演賞 久我美子『女の園』『この広い空のどこかに』『悪の愉しさ』『億万長者』
- スタッフ部門
  - 監督賞 木下恵介『二十四の瞳』『女の園』
  - 脚本賞 木下恵介『二十四の瞳』『女の園』
  - 撮影賞 小原譲治『愛と死の谷間』『鶏はふたたび鳴く』
  - 美術賞 木村威夫『或る女』『黒い潮』
  - 音楽賞 木下忠司『女の園』『この広い空のどこかに』
  - 録音賞 大野久雄『この広い空のどこかに』『女の園』『二十四の瞳』
  - 色彩技術賞 杉山公平他・大映作品『千姫』の色彩技術関係者

第10回（1955年）
- 作品部門
  - 日本映画大賞 『浮雲』
  - 教育文化映画賞 『かえるの発生』、『ひとりの母の記録』
  - ニュース映画賞 朝日ニュース「修学旅行」を含む第511号 日本映画新社
- 俳優部門
  - 男優主演賞 森繁久彌『夫婦善哉』『渡り鳥いつ帰る』『警察日記』『人生とんぼ返り』
  - 女優主演賞 高峰秀子『浮雲』
  - 男優助演賞 小林桂樹『ここに泉あり』
  - 女優助演賞 左幸子『おふくろ』『人生とんぼ返り』
- スタッフ部門
  - 監督賞 成瀬巳喜男『浮雲』
  - 脚本賞 八住利雄『夫婦善哉』『浮草日記』『渡り鳥いつ帰る』
  - 撮影賞 楠田浩之『野菊の如き君なりき』『遠い雲』
  - 美術賞 伊藤寿一『たそがれ酒場』
  - 音楽賞 『ここに泉あり』の企画および製作関係者
  - 録音賞 下永尚『浮雲』
  - 音楽特別賞 早坂文雄『楊貴妃』の音楽および多年の映画音楽に対する功績
  - 色彩技術賞 『楊貴妃』の色彩技術関係者

### 第11回（1956年） - 第20回（1965年）
目次 : 第11回（1956年） - 第12回（1957年） - 第13回（1958年） - 第14回（1959年） - 第15回（1960年） - 第16回（1961年） - 第17回（1962年） - 第18回（1963年） - 第19回（1964年） - 第20回（1965年）
第11回（1956年）
- 作品部門
  - 日本映画大賞 『真昼の暗黒』
  - 教育文化映画賞 『カラコルム』
  - ニュース映画賞 朝日ニュース「この子らに親を」を含む第522号日本映画新社
- 俳優部門
  - 男優主演賞 佐田啓二『あなた買います』『台風騒動記』
  - 女優主演賞 山田五十鈴『流れる』『猫と庄造と二人のおんな』『母子像』
  - 男優助演賞 東野英治郎『夜の河』『あやに愛しき』『夕やけ雲』
  - 女優助演賞 沢村貞子『赤線地帯』『太陽とバラ』『現代の欲望』『妻の心』
- スタッフ部門
  - 監督賞 今井正『真昼の暗黒』
  - 脚本賞 橋本忍『真昼の暗黒』
  - 撮影賞 三浦光雄『白夫人の妖恋』『猫と庄造と二人のおんな』
  - 美術賞 中古智『流れる』
  - 音楽賞 伊福部昭『ビルマの竪琴』『鬼火』『真昼の暗黒』
  - 録音賞 海原幸夫『新・平家物語』『義仲をめぐる三人の女』『残菊物語』『夜の河』
  - 色彩技術賞 『カラコルム』の色彩技術関係者
- 特別賞
  - 溝口健二
    - 映画界への多年の功績

  - 三浦光雄
    - 映画界への多年の功績

第12回（1957年）
- 作品部門
  - 日本映画大賞 『米』
  - 教育文化映画賞 『南極大陸』『おふくろのバス旅行』『ふくすけ』
  - ニュース映画賞 読売国際ニュース「ネズミ村のネズミ騒動」を含む第454号読売映画社
- 俳優部門
  - 男優主演賞 三船敏郎『蜘蛛巣城』『下町』『どん底』
  - 女優主演賞 高峰秀子『喜びも悲しみも幾歳月』『あらくれ』
  - 男優助演賞 三井弘次『どん底』『気違い部落』『正義派』
  - 女優助演賞 田中絹代『異母兄弟』『女体は哀しく』『地上』
- スタッフ部門
  - 監督賞 今井正『米』『純愛物語』
  - 脚本賞 依田義賢『大阪物語』『異母兄弟』
  - 撮影賞 長岡博之『気違い部落』『正義派』
  - 美術賞 村木与四郎『蜘蛛巣城』『どん底』
  - 音楽賞 黛敏郎『幕末太陽傳』『気違い部落』
  - 録音賞 岩田広一『米』『純愛物語』
  - 色彩技術賞 『朱雀門』の宮川一夫を中心とする色彩技術関係者
- 特別賞
  - マキノ光雄
    - 映画界への多年の献身と功績

  - 林田重雄
    - 『南極大陸』『黒部峡谷』など長編記録映画に対する意欲とその成果

第13回（1958年）
- 作品部門
  - 日本映画大賞 『楢山節考』
  - 教育文化映画賞 『地底の凱歌』、『ミクロの世界』、『オモニと少年』
  - ニュース映画賞 日活世界ニュース「国会空白の1週間」を含む第204号毎日映画社
- 俳優部門
  - 男優主演賞 小林桂樹『裸の大将』
  - 女優主演賞 淡島千景『螢火』『鰯雲』
  - 男優助演賞 中村鴈治郎『炎上』『鰯雲』
  - 女優助演賞 岡田茉莉子『悪女の季節』
- スタッフ部門
  - 監督賞 木下恵介『楢山節考』
  - 脚本賞 橋本忍『張込み』『鰯雲』『夜の鼓』
  - 撮影賞 伊佐山三郎『陽のあたる坂道』
  - 美術賞 柴田篤二『白鷺』
  - 音楽賞 杵屋六左衛門・野沢松之輔『楢山節考』
  - 録音賞 妹尾芳三郎『彼岸花』
  - 色彩技術賞 『白鷺』の渡辺公夫を中心とする色彩技術関係者
- 特別賞
  - 『白蛇伝』動画技術部門における画期的な成果

第14回（1959年）
- 作品部門
  - 日本映画大賞 『キクとイサム』
  - 教育文化映画賞 『秘境ヒマラヤ』『うわさはひろがる』『癌細胞』
  - ニュース映画賞 日活世界ニュース「希望訪問・水俣病をさぐる」を含む第257号毎日映画社
- 俳優部門
  - 男優主演賞 船越英二『野火』
  - 女優主演賞 北林谷栄『キクとイサム』
  - 男優助演賞 宇野重吉『人間の壁』
  - 女優助演賞 吉行和子『才女気質』『にあんちゃん』
- スタッフ部門
  - 監督賞 山本薩夫『荷車の歌』『人間の壁』
  - 脚本賞 水木洋子『キクとイサム』
  - 撮影賞 宮島義勇『人間の條件』
  - 美術賞 鈴木孝俊『浪花の恋の物語』『大菩薩峠 完結篇』
  - 音楽賞 林光『第五福竜丸』『荷車の歌』『人間の壁』
  - 録音賞 橋本文雄『才女気質』『にあんちゃん』
- 特別賞
  - 杉山公平
    - 勤続40年にあたり、日本映画の撮影技術の向上ならびに後進指導に尽くした功績

  - 演技特別賞 高橋恵美子、奥の山ジョージ『キクとイサム』

第15回（1960年）
- 作品部門
  - 日本映画大賞 『おとうと』
  - 教育文化映画賞
    - 長編記録映画 『人間みな兄弟』
    - 理科映画 『新昆虫記―蜂の生活』
    - 短編劇映画 『北白川こども風土記』
    - 科学映画 『マリン・スノー＝石油の起源』
      - 企画賞 『マリン・スノー＝石油の起源』

  - ニュース映画賞
    - 朝日ニュース「血ぬられた安保新条約」を含む第797号日本映画新社
    - 毎日ニュース「ハガチー氏デモ隊に囲まる」(特報添付)を含む第289号毎日映画社
- 俳優部門
  - 男優主演賞 小林桂樹『黒い画集 あるサラリーマンの証言』
  - 女優主演賞 岸惠子『おとうと』
  - 男優助演賞 森雅之『おとうと』『悪い奴ほどよく眠る』
  - 女優助演賞 田中絹代『おとうと』
- スタッフ部門
  - 監督賞 市川崑『おとうと』『女経 (第2話)』
  - 脚本賞 橋本忍『黒い画集 あるサラリーマンの証言』『いろはにほへと』
  - 撮影賞 宮川一夫『おとうと』
  - 美術賞 下河原友雄『おとうと』
  - 音楽賞 佐藤勝『悪い奴ほどよく眠る』『筑豊のこどもたち』『独立愚連隊西へ』
  - 録音賞 神谷正和『やくざ先生』『あした晴れるか』
- 特別賞
  - ヘンリー小谷
    - 日本映画の先覚者として近代的撮影技術を確立した功績

  - 教育文化映画特別賞 吉田六郎 『新昆虫記―蜂の生活』に示した画期的撮影技術

第16回（1961年）
- 作品部門
  - 日本映画大賞 『人間の條件 (完結編)』
  - 教育文化映画賞
    - 理科映画 『メダカの卵』
    - 短編劇映画 『山かげに生きる人達』
    - 科学映画 『潤滑油』
      - 企画賞 『潤滑油』

  - ニュース映画賞 朝日ニュース「ある保母さんの日記」を含む第815号日本映画新社
- 俳優部門
  - 男優主演賞 仲代達矢『人間の條件』『永遠の人』
  - 女優主演賞 高峰秀子『名もなく貧しく美しく』『永遠の人』
  - 男優助演賞 三國連太郎『はだかっ子』『飼育』
  - 女優助演賞 新珠三千代『小早川家の秋』『南の風と波』
- スタッフ部門
  - 監督賞 小林正樹『人間の條件』
  - 脚本賞 松山善三『人間の條件』『名もなく貧しく美しく』『二人の息子』
  - 撮影賞 宮島義勇『人間の條件 (完結編)』
  - 美術賞 桂長四郎『反逆児』
  - 音楽賞 武満徹『もず』『不良少年』
  - 録音賞 大角正夫『釈迦』
- 特別賞
  - 大藤信郎
    - 多年にわたり千代紙および色彩影絵映画など動画の領域に残した幾多の功績

第17回（1962年）
- 作品部門
  - 日本映画大賞 『切腹』
  - 教育文化映画賞
    - 一般教養映画 『尾瀬』
    - 社会教育映画 『石ころの歌』
    - 科学映画 『パルスの世界―エレクトロニクスと生体と―』
    - 学校教材映画 『ジガバチモドキの観察』
      - 企画賞 『私たちの修学旅行』

  - ニュース映画賞 朝日ニュース「ある生活・お盆を迎えた老人の島」を含む第893号日本映画新社
  - 大藤信郎賞[注 3] 手塚治虫『ある街角の物語』
    - アニメーション映画の領域で独創的な着想と優れた技術によって新鮮な様式美をつくりだした。
- 俳優部門
  - 男優主演賞 殿山泰司『人間』
  - 女優主演賞 岡田茉莉子『秋津温泉』『今年の恋』
  - 男優助演賞 東野英治郎『秋刀魚の味』『キューポラのある街』
  - 女優助演賞 岸田今日子『破戒』『秋刀魚の味』『忍びの者』
- スタッフ部門
  - 監督賞 市川崑『私は二歳』『破戒』
  - 脚本賞 和田夏十『私は二歳』『破戒』
  - 撮影賞 厚田雄春『秋刀魚の味』
  - 美術賞 大角純一・戸田重昌『切腹』
  - 音楽賞 武満徹『切腹』『おとし穴』
  - 録音賞 西崎英雄『切腹』
- 特別賞 
  - 教育文化映画特別賞 小林米作『パルスの世界』
    - その他科学映画の顕微鏡撮影に示した優れた技術

第18回（1963年）
- 作品部門
  - 日本映画大賞 『天国と地獄』
  - 教育文化映画賞
    - 科学映画 『生命誕生』
    - 記録映画 『ある機関助士』
    - 教材映画 『新昆虫記オトシブミの観察』
    - 産業映画 『森林』
      - 企画賞 『土と愛』『原野に生きる』

  - ニュース映画賞 毎日ニュース「史上空前の二重事故」を含む第467号毎日映画社
  - 大藤信郎賞 『わんぱく王子の大蛇退治』の製作スタッフ
    - 日本の長編動画映画の領域で作画様式と色彩表現に新風をもたらした。
- 俳優部門
  - 男優主演賞 小林桂樹『白と黒』『江分利満氏の優雅な生活』
  - 女優主演賞 左幸子『にっぽん昆虫記』『彼女と彼』
  - 男優助演賞 長門裕之『古都』
  - 女優助演賞 中村玉緒『越前竹人形』
- スタッフ部門
  - 監督賞 今村昌平『にっぽん昆虫記』
  - 脚本賞 小国英雄・菊島隆三・久板栄二郎・黒澤明『天国と地獄』
  - 撮影賞 成島東一郎『古都』
  - 美術賞 西岡善信『越前竹人形』、『雪之丞変化』
  - 音楽賞 黛敏郎『非行少女』、『にっぽん昆虫記』
  - 録音賞 藤好昌生『女の歴史』
- 特別賞
  - 小津安二郎
    - 多年にわたり日本映画に尽くした功績

  - 監督特別賞 川島雄三
    - 戦後の喜劇映画に残したユニークな創作活動

第19回（1964年）
- 作品部門
  - 日本映画大賞 『砂の女』
  - 教育文化映画賞
    - 科学映画 『結晶と電子』
    - 児童映画 『白さぎと少年』
    - 教養映画 『美しい国土 その生いたち』
    - 産業映画 『日本のさけます』
      - 企画賞 『北海に生きる』『父と母とその子たち』『アメリカの家庭生活』

  - ニュース映画賞 朝日ニュース「大臣のイス」を含む第993号日本映画新社
  - 大藤信郎賞 『殺人 MURDER』和田誠
    - 風刺的なアイデアと秀れた音楽処理により動画映画に新しい境地をひらいた
- 俳優部門
  - 男優主演賞 西村晃『赤い殺意』
  - 女優主演賞 京マチ子『甘い汗』
  - 男優助演賞 三木のり平『香華』
  - 女優助演賞 楠侑子『赤い殺意』『おんなの渦と淵と流れ』
- スタッフ部門
  - 監督賞 勅使河原宏『砂の女』
  - 脚本賞 八木保太郎『越後つついし親不知』『愛と死をみつめて』
  - 撮影賞 姫田真佐久『赤い殺意』
  - 美術賞 平川透徹・山崎正夫『砂の女』
  - 音楽賞 武満徹『暗殺』『砂の女』
  - 録音賞 神保小四郎『赤い殺意』
- 特別賞 
  - 帰山教正
    - 日本映画草創期における先駆的な映画啓蒙運動の功労

  - 佐田啓二
    - 多年にわたり大衆に親しまれた演技者としての功績

第20回（1965年）
- 作品部門
  - 日本映画大賞 『赤ひげ』
  - 教育文化映画賞
    - 学校教育映画 『つるのおんがえし』
    - 記録映画 『姫路城』
    - 社会教育映画 『盲ろう児』
    - 一般教養映画 『和華子』
      - 企画賞 『日本の祭』

  - ニュース映画賞 大毎ニュース「ベトコン狩り」を含む第718号理研映画
  - 大藤信郎賞
    - 久里洋二
      - 独創的な発想とユニークな造形によって個性ゆたかな作品を継続的に製作し、日本のアニメーション映画の発展にも寄与した。

    - 『ふしぎなくすり』における村治夫、岡本忠成をはじめとする電通映画社製作グループ
      - 奇抜なデザインによる造形と動きが、人形映画に新生面を開いた。
- 俳優部門
  - 男優主演賞 三國連太郎『飢餓海峡』『にっぽん泥棒物語』
  - 女優主演賞 左幸子『飢餓海峡』
  - 男優助演賞 伴淳三郎『飢餓海峡』
  - 女優助演賞 奈良岡朋子『証人の椅子』
- スタッフ部門
  - 監督賞 内田吐夢『飢餓海峡』
  - 脚本賞 鈴木尚之『飢餓海峡』
  - 撮影賞 宮島義勇『怪談』
  - 美術賞 戸田重昌『怪談』
  - 音楽賞 黛敏郎『東京オリンピック』
  - 録音賞 井上俊彦をはじめとする『東京オリンピック』録音グループ
- 特別賞
  - 監督特別賞 市川崑『東京オリンピック』
  - 撮影特別賞 東京オリンピック撮影集団

### 第21回（1966年） - 第30回（1975年）
目次 : 第21回（1966年） - 第22回（1967年） - 第23回（1968年） - 第24回（1969年） - 第25回（1970年） - 第26回（1971年） - 第27回（1972年） - 第28回（1973年） - 第29回（1974年） - 第30回（1975年）
第21回（1966年）
- 作品部門
  - 日本映画大賞 『白い巨塔』
  - 教育文化映画賞
    - 学校教材映画 『近代百年の歩み』
    - 記録映画 『伝統工芸』
    - 科学映画 『ヒトの染色体』
    - アニメーション映画 『月夜とめがね』
      - 企画賞 『原子力発電の夜明け』

  - ニュース映画賞 読売国際ニュース「わが人生最良の日」を含む第912号読売映画社
  - 大藤信郎賞『展覧会の絵』、手塚治虫（虫プロダクション）
    - 風刺的なアイデアをもとに、バラエティーに富んだ技法を駆使して、日本のアニメーション映画の水準を高めた。
- 俳優部門
  - 男優主演賞 小沢昭一『エロ事師たちより 人類学入門』
  - 女優主演賞 司葉子『紀ノ川』
  - 男優助演賞 三橋達也『女の中にいる他人』
  - 女優助演賞 坂本スミ子『エロ事師たちより 人類学入門』
- スタッフ部門
  - 監督賞 山本薩夫『白い巨塔』
  - 脚本賞 橋本忍『白い巨塔』
  - 撮影賞 飯村雅彦『湖の琴』『一万三千人の容疑者』
  - 美術賞 山崎正夫『他人の顔』『紀ノ川』
  - 音楽賞 武満徹『他人の顔』『あこがれ』
  - 録音賞 藤好昌生『あこがれ』

第22回（1967年）
- 作品部門
  - 日本映画大賞 『上意討ち 拝領妻始末』
  - 教育文化映画賞
    - 科学映画 『特別天然記念物・ライチョウ』
    - アニメーション映画 『マッチ売りの少女』
    - 学校教材映画 『新昆虫記・谷川にすむ虫』
    - 記録映画 『夜明けの国』
      - 企画賞 『母たち』

  - ニュース映画賞 毎日ニュース特集「流血の中の訪米」を含む第676号毎日映画社
  - 大藤信郎賞 久里洋二
    - 『二匹のサンマ』および『部屋』の2作品において鋭い風刺とユーモアあふれる構想を色彩、音響のすぐれた技法で的確に表現し独自の作風をうちたてた。
- 俳優部門
  - 男優主演賞 田中邦衛『若者たち』
  - 女優主演賞 岩下志麻『智恵子抄』『あかね雲』
  - 男優助演賞 山本圭『若者たち』『君が青春のとき』『陽のあたる坂道』
  - 女優助演賞 左幸子『女の一生』『春日和』
- スタッフ部門
  - 監督賞 今村昌平『人間蒸発』
  - 脚本賞 山内久『若者たち』
  - 撮影賞 竹村博『惜春』『智恵子抄』
  - 美術賞 梅田千代夫『惜春』
  - 音楽賞 宇野誠一郎『長編漫画 少年ジャックと魔法使い』
  - 録音賞 田中俊夫『智恵子抄』、『惜春』
- 特別賞
  - 下村兼史
    - 『或る日の干潟』『ライチョウ』など数々の生物記録映画、とくに鳥類の生態をとらえた、すぐれた作品を永年にわたり製作、その結果は記録映画としてだけでなく、鳥類学の分野でも貴重な資料として高く評価されている。

第23回（1968年）
- 作品部門
  - 日本映画大賞 『神々の深き欲望』
  - 教育文化映画賞
    - 記録映画 『松本城』
    - 社会教育映画 『竜門の人びと』
    - 科学映画 『もんしろちょう』
    - 一般教育映画 『シベリア人の世界』

  - ニュース映画賞 東映ニュース第471号「日本列島 '68 8月15日」
  - 大藤信郎賞 学習研究社
    - 『みにくいあひるのこ』作品において衆知の題材（アンデルセン童話）をとりあげながら、永年の技術の蓄積を生かし、新しい作風でまとめあげた。
- 俳優部門
  - 男優主演賞 寺田農『肉弾』
  - 女優主演賞 乙羽信子『藪の中の黒猫』『強虫女と弱虫男』
  - 男優助演賞 嵐寛寿郎『神々の深き欲望』
  - 女優助演賞 山岡久乃『眠れる美女』『女と味噌汁』『カモとねぎ』
- スタッフ部門
  - 監督賞 岡本喜八『肉弾』
  - 脚本賞 今村昌平、長谷部慶次『神々の深き欲望』
  - 撮影賞 黒田清己『藪の中の黒猫』『強虫女と弱虫男』
  - 美術賞 阿久根巌『首』『肉弾』『斬る』
  - 音楽賞 佐藤勝『肉弾』『祇園祭』『首』
  - 録音賞 安田哲男、紅谷愃一『黒部の太陽』

第24回（1969年）
- 作品部門
  - 日本映画大賞 『心中天網島』
  - 教育文化映画賞
    - 記録映画 『若い心の詩』

  - ニュース映画賞 東映ニュース「日本列島 '69東京大学」を含む第494号朝日テレビニュース社
  - 大藤信郎賞 『やさしいライオン』（虫プロダクション）
    - 単純な線と繊細な色の扱いに、なごやかな対話と音楽を組み合わせた詩情あふれる作風で日本のアニメーション映画の水準を高めた。
- 俳優部門
  - 男優主演賞 渥美清『男はつらいよ』『続・男はつらいよ』『喜劇・女は度胸』
  - 女優主演賞 岩下志麻『心中天網島』『わが恋わが歌』
  - 男優助演賞 中村賀津雄『わが恋わが歌』『尻啖え孫市』『新選組』
  - 女優助演賞 小山明子『少年』
- スタッフ部門
  - 監督賞 山田洋次『喜劇 一発大必勝』『男はつらいよ』『続・男はつらいよ』
  - 脚本賞 田村孟『少年』
  - 撮影賞 岡崎宏三『御用金』
  - 美術賞 小島基司『御用金』
  - 音楽賞 武満徹『心中天網島』
  - 録音賞 西崎英雄『心中天網島』

第25回（1970年）
- 作品部門
  - 日本映画大賞 『家族』
  - 教育文化映画賞 『よみがえる金色堂』
  - ニュース映画賞 朝日ニュース「ある生活―原爆忌」を含む第1312号日本映画新社
  - 大藤信郎賞 『花ともぐら』、『ホーム・マイホーム』 岡本忠成とその製作スタッフ
    - 心あたたまるユーモアと軽妙な文明批評を、斬新なデザインと動きによって表現し、オブジェクト（人形）・アニメーションの分野に新生面をひらいた。

  - 大藤賞委員会特別賞 日本動画
    - 『漫画誕生―日本漫画映画発達史』製作に対し
- 俳優部門
  - 男優主演賞 井川比佐志『家族』
  - 女優主演賞 倍賞千恵子『家族』『男はつらいよ 望郷篇』
  - 男優助演賞 笠智衆『家族』
  - 女優助演賞 奈良岡朋子『どですかでん』『地の群れ』
- スタッフ部門
  - 監督賞 山本薩夫『戦争と人間』
  - 脚本賞 山田洋次『家族』、宮崎晃『男はつらいよ 望郷篇』
  - 撮影賞 中井朝一『赤頭巾ちゃん気をつけて』
  - 美術賞 横尾嘉良、深民浩『戦争と人間』
  - 音楽賞 松村禎三『地の群れ』
  - 録音賞 古山恒夫『戦争と人間』

第26回（1971年）
- 作品部門
  - 日本映画大賞 『沈黙 SILENCE』
  - 教育文化映画賞 『チコタン ぼくのおよめさん』
  - ニュース映画賞 読売国際ニュース「血ぬられた新空港」を含む第1181号読売映画社
  - 大藤信郎賞 『てんまのとらやん』ビデオ東京
    - 日本古来の題材、出演方法による斬新奇抜な物語の展開で人形アニメーションの領域を広めた。
- 俳優部門
  - 男優演技賞 勝新太郎『顔役』『いのちぼうにふろう』『狐のくれた赤ん坊』『新座頭市 破れ!唐人剣』
  - 女優演技賞 藤純子『緋牡丹博徒 お命戴きます』
- スタッフ部門
  - 監督賞 篠田正浩『沈黙 SILENCE』、山田洋次『男はつらいよ 純情篇』『男はつらいよ 奮闘篇』『男はつらいよ 寅次郎恋歌』
  - 脚本賞 佐々木守、大島渚『儀式』
  - 撮影賞 岡崎宏三『いのちぼうにふろう』
  - 美術賞 水谷浩『いのちぼうにふろう』
  - 音楽賞 武満徹『いのちぼうにふろう』『沈黙 SILENCE』『儀式』
  - 録音賞 西崎英雄『いのちぼうにふろう』『沈黙 SILENCE』『儀式』

第27回（1972年）
- 作品部門
  - 日本映画大賞 『忍ぶ川』
  - 教育文化映画賞 『明治の洋風建築』
  - ニュース映画賞 中日ニュース「水俣からの告発～生きる証」を含む第947号中日映画社
  - 大藤信郎賞 『鬼』川本喜八郎
    - 人形アニメーションに能の様式と邦楽伴奏を取り入れ、古典的な題材に作者の新しい解釈を加味し、おそろしくも哀れ深い作品に昇華させた。
- 俳優部門
  - 男優演技賞 地井武男『海軍特別年少兵』『どぶ川学級』
  - 女優演技賞 栗原小巻『忍ぶ川』
- スタッフ部門
  - 監督賞 斎藤耕一『約束』『旅の重さ』
  - 脚本賞 石森史郎『約束』『旅の重さ』
  - 撮影賞 坂本典隆『約束』『旅の重さ』
  - 美術賞 村木与四郎『海軍特別年少兵』
  - 音楽賞 松村禎三『忍ぶ川』
  - 録音賞 太田六敏『忍ぶ川』『音楽』

第28回（1973年）
- 作品部門
  - 日本映画大賞 『津軽じょんがら節』
  - 教育文化映画賞 『色鍋島』
  - ニュース映画賞 中日ニュース第1039号 特集「たとえぼくに明日はなくとも」
  - 大藤信郎賞 『南無一病息災』（株）エコー
    - 庶民の切ない祈りをこめた絵馬にモチーフをとり、その素朴な画風をフォーク調の歌と語りに乗せて昔噺を構成し、アニメーション映画に滋味豊かな新分野を展開した。
- 俳優部門
  - 男優演技賞 丹波哲郎『人間革命』
  - 女優演技賞 賀来敦子『青幻記 遠い日の母は美しく』
- スタッフ部門
  - 監督賞 山田洋次『男はつらいよ 寅次郎夢枕』『男はつらいよ 寅次郎忘れな草』
  - 脚本賞 山田洋次、宮崎晃、朝間義隆『男はつらいよ 寅次郎忘れな草』
  - 撮影賞 坂本典隆『津軽じょんがら節』
  - 美術賞 村木忍『忍ぶ糸』
  - 音楽賞 武満徹『青幻記 遠い日の母は美しく』
  - 録音賞 杉浦喬『津軽じょんがら節』

第29回（1974年）
- 作品部門
  - 日本映画大賞 『砂の器』
  - 教育文化映画賞 『日本の稲作～そのこころと伝統』
  - ニュース映画賞 毎日ニュース第1031号「恐怖の爆弾事件」
  - 大藤信郎賞 『詩人の生涯』川本喜八郎
    - 従来のアニメーションの形式を破ったユニークな立絵風の作品。音声によるダイアローグを廃したスーパーインポーズ形式は弦楽を交えた音響効果と相まって、画面全体が視覚詩として表現されている。
- 俳優部門
  - 男優演技賞 三國連太郎『襤褸の旗』
  - 女優演技賞 田中絹代『サンダカン八番娼館 望郷』『三婆』
- スタッフ部門
  - 監督賞 野村芳太郎『砂の器』
  - 脚本賞 橋本忍、山田洋次『砂の器』
  - 撮影賞 岡崎宏三『華麗なる一族』『ねむの木の詩』
  - 美術賞 横尾嘉良、大村武『華麗なる一族』
  - 音楽賞 芥川也寸志、菅野光亮『砂の器』
  - 録音賞 西崎英雄『卑弥呼』

第30回（1975年）
- 作品部門
  - 日本映画大賞 『化石』
  - 教育文化映画賞 『彫る・棟方志功の世界』
  - ニュース映画賞 中日ニュース1098号 特集「瀬戸内海汚染」
  - 大藤信郎賞 『水のたね』岡本忠成
    - 古い民話を題材に素朴さと華麗さが協和した異例の作品。アニメーション映画の質と技を量感に顕著な跳躍を画した。
- 俳優部門
  - 男優演技賞 佐分利信『化石』
  - 女優演技賞 浅丘ルリ子『男はつらいよ 寅次郎相合い傘』
- スタッフ部門
  - 監督賞 新藤兼人『ある映画監督の生涯 溝口健二の記録』
  - 脚本賞 中島丈博『祭りの準備』
  - 撮影賞 岡崎宏三『化石』『吾輩は猫である』
  - 美術賞 佐藤公信『男はつらいよ 寅次郎相合い傘』『同胞』
  - 音楽賞 武満徹『化石』
  - 録音賞 久保田幸雄『祭りの準備』『どっこい!人間節』

### 第31回（1976年） - 第40回（1985年）
目次 : 第31回（1976年） - 第32回（1977年） - 第33回（1978年） - 第34回（1979年） - 第35回（1980年） - 第36回（1981年） - 第37回（1982年） - 第38回（1983年） - 第39回（1984年） - 第40回（1985年）
第31回（1976年）
- 作品部門
  - 日本映画大賞 『不毛地帯』
  - 日本映画優秀賞 『青春の殺人者』『男はつらいよ 寅次郎夕焼け小焼け』『あにいもうと』
  - 教育文化映画賞 『奄美の森の動物たち―自然をさぐる―』
  - ニュース映画賞 日本ニュース1592号『ロッキード疑獄』
  - 大藤信郎賞 『道成寺』川本喜八郎
    - 能や歌舞伎の「道成寺」のもとになっている安珍清姫の話を、今昔物語や道成寺伝説などを参考にして脚色した作品。

  - 日本映画ファン賞 『犬神家の一族』
- 俳優部門
  - 男優演技賞 渡哲也『やくざの墓場 くちなしの花』
  - 女優演技賞 秋吉久美子『あにいもうと』
- スタッフ部門
  - 監督賞 山本薩夫『不毛地帯』
  - 脚本賞 山田信夫『不毛地帯』
  - 撮影賞 長谷川清『犬神家の一族』
  - 美術賞 間野重雄『不毛地帯』『大地の子守唄』
  - 音楽賞 大野雄二『犬神家の一族』
  - 録音賞 大橋鉄矢『犬神家の一族』

第32回（1977年）
- 作品部門
  - 日本映画大賞 『幸福の黄色いハンカチ』
  - 日本映画優秀賞 『竹山ひとり旅』『八甲田山』『はなれ瞽女おりん』『ねむの木の詩がきこえる』
  - 教育文化映画賞 『伊勢型紙』
  - ニュース映画賞 日本ニュース1618号「火山灰の町―有珠山噴火―」
  - 大藤信郎賞 『虹に向って』電通映画社
    - 人形による感情表現が一段と深められ、動画との合成による効果などが高く評価された。

  - 日本映画ファン賞 『八甲田山』
- 俳優部門
  - 男優演技賞 高倉健『幸福の黄色いハンカチ』
  - 女優演技賞 岩下志麻『はなれ瞽女おりん』
- スタッフ部門
  - 監督賞 山田洋次『幸福の黄色いハンカチ』
  - 脚本賞 山田洋次、朝間義隆『幸福の黄色いハンカチ』
  - 撮影賞 宮川一夫『はなれ瞽女おりん』
  - 美術賞 該当なし
  - 音楽賞 佐藤勝『幸福の黄色いハンカチ』
  - 録音賞 中村寛『幸福の黄色いハンカチ』

第33回（1978年）
- 作品部門
  - 日本映画大賞 『事件』
  - 日本映画優秀賞 『サード』『愛の亡霊』『曽根崎心中』『帰らざる日々』
  - 教育文化映画賞 『京舞・四世井上八千代』
  - ニュース映画賞 日本ニュース1634号「開港延期 新東京国際空港」
  - 大藤信郎賞 該当作なし
  - 日本映画ファン賞 『野性の証明』
- 俳優部門
  - 男優演技賞 緒形拳『鬼畜』
  - 女優演技賞 梶芽衣子『曽根崎心中』
- スタッフ部門
  - 監督賞 野村芳太郎『事件』『鬼畜』
  - 脚本賞 新藤兼人『事件』
  - 撮影賞 川又昴『事件』『鬼畜』
  - 美術賞 森田郷平『事件』『鬼畜』
  - 音楽賞 武満徹『愛の亡霊』
  - 録音賞 久保田幸雄『サード』

第34回（1979年）
- 作品部門
  - 日本映画大賞 『あゝ野麦峠』
  - 日本映画優秀賞 『衝動殺人 息子よ』『太陽を盗んだ男』『復讐するは我にあり』『もう頬づえはつかない』
  - 教育文化映画賞 『マザー・テレサとその世界』
  - ニュース映画賞 日本ニュース1659号「医療界に旋風―徳洲会病院の24時間―」
  - 大藤信郎賞 『ルパン三世 カリオストロの城』
  - 日本映画ファン賞 『太陽を盗んだ男』
- 俳優部門
  - 男優演技賞 若山富三郎『衝動殺人 息子よ』
  - 女優演技賞 桃井かおり『もう頬づえはつかない』
- スタッフ部門
  - 監督賞 長谷川和彦『太陽を盗んだ男』
  - 脚本賞 馬場当『復讐するは我にあり』
  - 撮影賞 小林節雄『あゝ野麦峠』
  - 美術賞 間野重雄『あゝ野麦峠』
  - 音楽賞 佐藤勝『あゝ野麦峠』
  - 録音賞 吉田庄太郎『復讐するは我にあり』

第35回（1980年）
- 作品部門
  - 日本映画大賞 『影武者』
  - 日本映画優秀賞 『ツィゴイネルワイゼン』『遙かなる山の呼び声』『二百三高地』『復活の日』
  - 教育文化映画賞 『バングラデシュの大地に』
  - ニュース映画賞 中日ニュース1378号「38年目の祖国―生きていてよかった!!」
  - 大藤信郎賞 『スピード』
  - 日本映画ファン賞 『影武者』
- 俳優部門
  - 男優演技賞 仲代達矢『影武者』
  - 女優演技賞 倍賞千恵子『遙かなる山の呼び声』
- スタッフ部門
  - 監督賞 黒澤明『影武者』
  - 脚本賞 田中陽造『ツィゴイネルワイゼン』
  - 撮影賞 永塚一栄『ツィゴイネルワイゼン』
  - 美術賞 村木与四郎『影武者』
  - 音楽賞 池辺晋一郎『影武者』
  - 録音賞 紅谷愃一『復活の日』

第36回（1981年）
- 作品部門
  - 日本映画大賞 『泥の河』
  - 日本映画優秀賞 『駅 STATION』『日本の熱い日々 謀殺・下山事件』『幸福』『遠雷』
  - 教育文化映画賞 『芭蕉布を織る女たち』
  - ニュース映画賞 毎日ニュース1295号「ともに生きる明日を」
  - 大藤信郎賞 『セロ弾きのゴーシュ』
  - 日本映画ファン賞 『駅 STATION』
- 俳優部門
  - 男優演技賞 田村高廣『泥の河』
  - 女優演技賞 倍賞千恵子『駅 STATION』『男はつらいよ 浪花の恋の寅次郎』
- スタッフ部門
  - 監督賞 小栗康平『泥の河』
  - 脚本賞 倉本聰『駅 STATION』
  - 撮影賞 木村大作『駅 STATION』
  - 美術賞 木村威夫『日本の熱い日々 謀殺・下山事件』
  - 音楽賞 宇崎竜童『駅 STATION』
  - 録音賞 吉田庄太郎『ええじゃないか』『曽根崎心中』

第37回（1982年）
- 作品部門
  - 日本映画大賞 『蒲田行進曲』
  - 日本映画優秀賞 『疑惑』『遠野物語』『さらば愛しき大地』『未完の対局』
  - 教育文化映画賞 『アンデスの嶺のもとに』
  - ニュース映画賞 毎日ニュース1319号「増える痴呆性老人」
  - 大藤信郎賞 『おこんじょうるり』
  - 日本映画ファン賞 『蒲田行進曲』
- 俳優部門
  - 男優演技賞 西村晃『マタギ』
  - 女優演技賞 松坂慶子『蒲田行進曲』
- スタッフ部門
  - 監督賞 深作欣二『蒲田行進曲』『道頓堀川』
  - 脚本賞 古田求、野村芳太郎『疑惑』
  - 撮影賞 田村正毅『さらば愛しき大地』
  - 美術賞 高橋章『蒲田行進曲』
  - 音楽賞 林光、江定仙『未完の対局』
  - 録音賞 橋本文雄、呂慶昌『未完の対局』

第38回（1983年）
- 作品部門
  - 日本映画大賞 『戦場のメリークリスマス』
  - 日本映画優秀賞 『家族ゲーム』『細雪』『東京裁判』『楢山節考』
  - 教育文化映画賞 『海底炭鉱に生きる』
  - ニュース映画賞 日本ニュース3号「―熱戦―全国高校ラグビー大会」
  - 大藤信郎賞 『はだしのゲン』
  - 外国映画ベストワン賞 『ソフィーの選択』
  - 日本映画ファン賞 『南極物語』
- 俳優部門
  - 男優主演賞 緒形拳『楢山節考』『陽暉楼』『魚影の群れ』
  - 女優主演賞 田中裕子『天城越え』
  - 男優助演賞 ビートたけし『戦場のメリークリスマス』
  - 女優助演賞 由紀さおり『家族ゲーム』
  - スポニチグランプリ新人賞 原田知世『時をかける少女』
- スタッフ部門
  - 監督賞 大島渚『戦場のメリークリスマス』
  - 脚本賞 大島渚『戦場のメリークリスマス』、森田芳光『家族ゲーム』
  - 撮影賞 椎塚彰『南極物語』
  - 美術賞 村木忍『細雪』
  - 音楽賞 坂本龍一『戦場のメリークリスマス』
  - 録音賞 紅谷愃一『楢山節考』
  - スポニチグランプリ新人賞 崔洋一『十階のモスキート』『性的犯罪』
- 特別賞
- 演技特別賞 加藤嘉
  - 『ふるさと』の名演と過去の功績に対して
- 特別賞 金子正次『竜二』

第39回（1984年）
- 作品部門
  - 日本映画大賞 『Wの悲劇』
  - 日本映画優秀賞 『お葬式』『瀬戸内少年野球団』『麻雀放浪記』『おはん』
  - 教育文化映画賞 『サイエンスグラフィティー―科学と映像の世界』
  - ニュース映画賞 日本ニュース84-No.19号「過疎の村の夏ー三陸鉄道・田野畑村」
  - 大藤信郎賞 『風の谷のナウシカ』
  - 外国映画ベストワン賞 『ドレッサー』
  - 日本映画ファン賞 『瀬戸内少年野球団』
- 俳優部門
  - 男優主演賞 山﨑努『お葬式』『さらば箱舟』
  - 女優主演賞 吉永小百合『天国の駅』『おはん』
  - 男優助演賞 高品格『麻雀放浪記』
  - 女優助演賞 三田佳子『序の舞』『Wの悲劇』
  - スポニチグランプリ新人賞 吉川晃司『すかんぴんウォーク』、佐倉しおり『瀬戸内少年野球団』
- スタッフ部門
  - 監督賞 伊丹十三『お葬式』
  - 脚本賞 荒井晴彦、澤井信一郎『Wの悲劇』
  - 撮影賞 宮川一夫『瀬戸内少年野球団』
  - 美術賞 村木忍『おはん』
  - 音楽賞 池辺晋一郎『瀬戸内少年野球団』
  - 録音賞 高橋和久『上海バンスキング』
- 特別賞
  - 牛原虚彦
    - 長年に渡り、日本映画の発展に尽くし、幾多の功績を広く海外にも残したことに対して

第40回（1985年）
- 作品部門
  - 日本映画大賞 『乱』
  - 日本映画優秀賞 『それから』『台風クラブ』『火まつり』『ビルマの竪琴』
  - 教育文化映画賞 『痴呆性老人の世界』
  - ニュース映画賞 毎日ニュース第1387号「日航ジャンボ機墜落―死者520人生存4人」
  - 大藤信郎賞 『銀河鉄道の夜』
  - 外国映画ベストワン賞 『田舎の日曜日』
  - 日本映画ファン賞 『ビルマの竪琴』
- 俳優部門
  - 男優主演賞 北大路欣也『火まつり』『春の鐘』
  - 女優主演賞 倍賞美津子『恋文』『生きてるうちが花なのよ死んだらそれまでよ党宣言』
  - 男優助演賞 井川比佐志『乱』『タンポポ』
  - 女優助演賞 藤真利子『薄化粧』
  - スポニチグランプリ新人賞 斉藤由貴『雪の断章 -情熱-』、チェッカーズ『CHECKERS in TAN TAN たぬき』
  - 田中絹代賞 吉永小百合
- スタッフ部門
  - 監督賞 黒澤明『乱』
  - 脚本賞 中上健次『火まつり』、加藤祐司『台風クラブ』
  - 撮影賞 前田米造『それから』『CHECKERS in TAN TAN たぬき』『野蛮人のように』
  - 美術賞 今村力『それから』『夜叉』『魔の刻』
  - 音楽賞 梅林茂『それから』『友よ、静かに瞑れ』
  - 録音賞 橋本文雄『それから』『恋文』『早春物語』『タンポポ』
- 特別賞
  - 演技特別賞 千秋実
    - 『花いちもんめ』の充実した演技と長年の功績に対して

  - 特別賞 高峰三枝子
    - 演技者としての長年に渡る日本映画への功績に対して

### 第41回（1986年） - 第50回（1995年）
目次 : 第41回（1986年） - 第42回（1987年） - 第43回（1988年） - 第44回（1989年） - 第45回（1990年） - 第46回（1991年） - 第47回（1992年） - 第48回（1993年） - 第49回（1994年） - 第50回（1995年）
第41回（1986年）
- 作品部門
  - 日本映画大賞 『海と毒薬』
  - 日本映画優秀賞 『ウホッホ探険隊』『火宅の人』『キネマの天地』『人間の約束』
  - 教育文化映画賞 『アリサ―ヒトから人間への記録』
  - ニュース映画賞 日本ニュース86-No.15号「飛鳥菜館の人々」
  - 大藤信郎賞 『天空の城ラピュタ』における宮崎駿と製作スタッフ
  - 外国映画ベストワン賞 『カイロの紫のバラ』
  - 日本映画ファン賞 『植村直己物語』
- 俳優部門
  - 男優主演賞 奥田瑛二『海と毒薬』
  - 女優主演賞 いしだあゆみ『火宅の人』『時計 Adieu l'Hiver』
  - 男優助演賞 植木等『新・喜びも悲しみも幾歳月』『愛しのチィパッパ』
  - 女優助演賞 村瀬幸子『人間の約束』
  - スポニチグランプリ新人賞 鷲尾いさ子『野ゆき山ゆき海べゆき』、仲村トオル『ビー・バップ・ハイスクール』
  - 田中絹代賞 倍賞千恵子
- スタッフ部門
  - 監督賞 熊井啓『海と毒薬』
  - 脚本賞 内田裕也、高木功『コミック雑誌なんかいらない』
  - 撮影賞 山崎善弘『人間の約束』『離婚しない女』
  - 美術賞 木村威夫『海と毒薬』『ウホッホ探険隊』『夢みるように眠りたい』
  - 音楽賞 鈴木さえ子『ウホッホ探険隊』
  - 録音賞 橋本文雄『植村直己物語』
  - スポニチグランプリ新人賞 林海象『夢みるように眠りたい』

第42回（1987年）
- 作品部門
  - 日本映画大賞 『マルサの女』
  - 日本映画優秀賞 『イタズ -熊-』『映画女優』『男はつらいよ 知床慕情』『ゆきゆきて、神軍』
  - 教育文化映画賞 『柳川堀割物語』
  - ニュース映画賞 日本ニュース87-No.6号「さよなら国鉄―百十五年の歴史に幕―」
  - 大藤信郎賞 『森の伝説』
  - 外国映画ベストワン賞 『バウンティフルへの旅』
  - 日本映画ファン賞 『マルサの女』
- 俳優部門
  - 男優主演賞 津川雅彦『マルサの女』『別れぬ理由』
  - 女優主演賞 十朱幸代『夜汽車』『螢川』『極道の妻たちII』
  - 男優助演賞 三船敏郎『男はつらいよ 知床慕情』
  - 女優助演賞 石田えり『ちょうちん』
  - スポニチグランプリ新人賞 髙嶋政宏『トットチャンネル』『BU・SU』、南野陽子『スケバン刑事』『はいからさんが通る』
  - 田中絹代賞 三田佳子
- 特別賞
  - 石原裕次郎
    - 演技者として戦後映画界に残した大きな足跡に対して

  - 八木保太郎
    - 脚本家として、また独立プロ運動の先駆者としての功績
- スタッフ部門
  - 監督賞 原一男『ゆきゆきて、神軍』
  - 脚本賞 伊丹十三『マルサの女』
  - 撮影賞 五十畑幸勇『映画女優』
  - 美術賞 西岡善信『吉原炎上』『ハチ公物語』『竜馬を斬った男』
  - 音楽賞 本多俊之『マルサの女』
  - 録音賞 栗林豊彦『ゆきゆきて、神軍』

第43回（1988年）
- 作品部門
  - 日本映画大賞 『となりのトトロ』
  - 日本映画優秀賞 『異人たちとの夏』『木村家の人びと』『TOMORROW 明日』『敦煌』
  - ニュース映画賞 毎日ニュース1472号「今なお苦悩は続く―土呂久公害70年」
  - 大藤信郎賞 『となりのトトロ』に対するアニメーション作家としての宮崎駿のオリジナリティーに対して
  - 外国映画ベストワン賞 『戦場の小さな天使たち』
  - 日本映画ファン賞 『快盗ルビイ』
- 俳優部門
  - 男優主演賞 ハナ肇『会社物語 MEMORIES OF YOU』
  - 女優主演賞 小泉今日子『快盗ルビイ』
  - 男優助演賞 大地康雄『マルサの女2』『バカヤロー! 私、怒ってます』『ほんの5g』
  - 女優助演賞 秋吉久美子『異人たちとの夏』
  - スポニチグランプリ新人賞 男闘呼組『ロックよ、静かに流れよ』、片岡鶴太郎『異人たちとの夏』、宮沢りえ『ぼくらの七日間戦争』
  - 田中絹代賞 岩下志麻
- スタッフ部門
  - 監督賞 大林宣彦『異人たちとの夏』
  - 脚本賞 鎌田敏夫『いこかもどろか』
  - 撮影賞 林淳一郎『嵐が丘』『郷愁』
  - 美術賞 内藤昭『TOMORROW 明日』『華の乱』
  - 音楽賞 義野裕明『ロックよ、静かに流れよ』
  - 録音賞 辻井一郎『ぼくらの七日間戦争』

第44回（1989年）
作品部門
- - 日本映画大賞 『黒い雨』
  - 日本映画優秀賞 『社葬』『千利休 本覺坊遺文』『どついたるねん』『利休』
  - 記録文化映画賞 『有明海の干潟漁』『脱原発元年』
  - 外国映画ベストワン賞 『ニュー・シネマ・パラダイス』
  - 日本映画ファン賞 『あ・うん』
  - 外国映画ファン賞 『レインマン』
  - アニメーション映画賞 『魔女の宅急便』
  - 大藤信郎賞 該当作なし
- 俳優部門
  - 男優主演賞 三國連太郎『利休』『釣りバカ日誌2』
  - 女優主演賞 田中好子『黒い雨』『ゴジラvsビオランテ』
  - 男優助演賞 原田芳雄『どついたるねん』『出張』『キスより簡単』『夢見通りの人々』
  - 女優助演賞 相楽晴子『どついたるねん』『ハラスのいた日々』
  - スポニチグランプリ新人賞 川原亜矢子『キッチン』、赤井英和『どついたるねん』
  - 田中絹代賞 十朱幸代
- スタッフ部門
  - 監督賞 舛田利雄『社葬』
  - 脚本賞 松田寛夫『社葬』
  - 撮影賞 森田富士郎『利休』
  - 美術賞 稲垣尚夫『黒い雨』
  - 音楽賞 上野耕路『ウンタマギルー』
  - 録音賞 横溝正俊、林昌平『北京的西瓜』
  - スポニチグランプリ新人賞 阪本順治『どついたるねん』

第45回（1990年）
- 作品部門
  - 日本映画大賞 『少年時代』
  - 日本映画優秀賞 『櫻の園』『夢』『死の棘』『白い手』
  - 記録文化映画賞
    - 長編 『瀬戸大橋』
    - 短編 『ヒロシマ・母たちの祈り』

  - 外国映画ベストワン賞 『悲情城市』
  - 日本映画ファン賞 『天と地と』
  - 外国映画ファン賞 『ゴースト/ニューヨークの幻』
  - アニメーション映画賞 『走れ白いオオカミ』
  - 大藤信郎賞 『いばら姫またはねむり姫』
- 俳優部門
  - 男優主演賞 古尾谷雅人『宇宙の法則』『パチンコ物語』
  - 女優主演賞 松坂慶子『死の棘』
  - 男優助演賞 石橋蓮司『浪人街』『われに撃つ用意あり』
  - 女優助演賞 つみきみほ『櫻の園』
  - スポニチグランプリ新人賞 牧瀬里穂『つぐみ』『東京上空いらっしゃいませ』
  - 田中絹代賞 岸惠子
- スタッフ部門
  - 監督賞 市川準『つぐみ』
  - 脚本賞 山田太一『少年時代』
  - 撮影賞 斎藤孝雄、上田正治『夢』
  - 美術賞 内藤昭『浪人街』『流転の海』『遺産相続』
  - 音楽賞 池辺晋一郎『夢』『少年時代』
  - 録音賞 西崎英雄『死の棘』『少年時代』
  - スポニチグランプリ新人賞 松岡錠司『バタアシ金魚』
- 特別賞
  - 笠智衆
    - 演技者としての長年に渡る日本映画への功績に対して

  - 岡本忠成
    - 日本のアニメーション映画の発展に寄与した業績に対して

第46回（1991年）
- 作品部門
  - 日本映画大賞 『息子』
  - 日本映画優秀賞 『大誘拐 RAINBOW KIDS』『八月の狂詩曲』『あの夏、いちばん静かな海。』『無能の人』
  - 記録文化映画賞
    - 長編 『病院はきらいだ―老人の在宅ケアを考えるネットワーク』
    - 短編 『世阿弥の能』

  - 外国映画ベストワン賞 『ダンス・ウィズ・ウルブズ』
  - 日本映画ファン賞 『息子』
  - 外国映画ファン賞 『ターミネーター2』
  - アニメーション映画賞 『老人Z』
  - 大藤信郎賞 『注文の多い料理店』
- 俳優部門
  - 男優主演賞 永瀬正敏『息子』『喪の仕事』『アジアンビート アイ・ラブ・ニッポン』
  - 女優主演賞 北林谷栄『大誘拐 RAINBOW KIDS』
  - 男優助演賞 三浦友和『江戸城大乱』『仔鹿物語』『無能の人』
  - 女優助演賞 風吹ジュン『無能の人』
  - スポニチグランプリ新人賞 石田ひかり『ふたり』『咬みつきたい』『あいつ』
  - 田中絹代賞 樋口可南子
- スタッフ部門
  - 監督賞 山田洋次『息子』
  - 脚本賞 三谷幸喜と東京サンシャインボーイズ『12人の優しい日本人』
  - 撮影賞 高羽哲夫『息子』
  - 美術賞 春木章『戦争と青春』
  - 音楽賞 久石譲『あの夏、いちばん静かな海。』
  - 録音賞 堀内戦治『あの夏、いちばん静かな海。』
  - スポニチグランプリ新人賞 竹中直人『無能の人』
- 特別賞
  - 今井正
    - 日本映画界における功績に対して
- 宣伝賞
  - 最優秀賞 『ターミネーター2』
  - 優秀賞 『八月の狂詩曲』『大誘拐 RAINBOW KIDS』『無能の人』

第47回（1992年）
- 作品部門
  - 日本映画大賞 『シコふんじゃった。』
  - 日本映画優秀賞 『青春デンデケデケデケ』『橋のない川』『死んでもいい』『遠き落日』
  - 記録文化映画賞
    - 長編 『琵琶法師 山鹿良之』
    - 短編 『ある同姓同名者からの手紙』

  - 外国映画ベストワン賞 『JFK』
  - 日本映画ファン賞 『シコふんじゃった。』
  - 外国映画ファン賞 『JFK』
  - アニメーション映画賞 『紅の豚』
  - 大藤信郎賞 該当なし
- 俳優部門
  - 男優主演賞 長塚京三『ザ・中学教師』『ひき逃げファミリー』
  - 女優主演賞 藤谷美和子『寝盗られ宗介』『女殺油地獄』
  - 男優助演賞 村田雄浩『ミンボーの女』『おこげ』
  - 女優助演賞 乙羽信子『濹東綺譚』
  - スポニチグランプリ新人賞 墨田ユキ『濹東綺譚』、大森嘉之『青春デンデケデケデケ』『濹東綺譚』『湾岸バッド・ボーイ・ブルー』
  - 田中絹代賞 大竹しのぶ
- スタッフ部門
  - 監督賞 東陽一『橋のない川』
  - 脚本賞 丸山昇一『いつかギラギラする日』
  - 撮影賞 川上皓市『橋のない川』
  - 美術賞 内藤昭『橋のない川』『寒椿』
  - 音楽賞 久石譲『紅の豚』『青春デンデケデケデケ』
  - 録音賞 本田孜『死んでもいい』
- 特別賞
  - 田中友幸
    - 昭和29年製作の『ゴジラ』以来、今日に渡る「ゴジラ」シリーズを手がけるなど長年に渡る映画制作活動に対して

  - 大黒東洋士
    - 評論活動を通じての長年に渡る日本映画界への功績に対して
- 宣伝賞
  - 最優秀賞 『遠き落日』
  - 優秀賞 『氷の微笑』『ミンボーの女』『いつかギラギラする日』

第48回（1993年）
- 作品部門
  - 日本映画大賞 『月はどっちに出ている』
  - 日本映画優秀賞 『お引越し』『学校』『病院で死ぬということ』『僕らはみんな生きている』
  - 記録文化映画賞
    - 長編 『免田栄 獄中の生』
    - 短編 『アイヌ文化を伝承する人々 第5巻〜キナタ・テケカラペ・トゥイタハ〜』

  - 外国映画ベストワン賞 『許されざる者』
  - 日本映画ファン賞 『学校』
  - 外国映画ファン賞 『ジュラシック・パーク』
  - アニメーション映画賞 『機動警察パトレイバー2 the Movie』
  - 大藤信郎賞 『銀河の魚』のたむらしげる
- 俳優部門
  - 男優主演賞 岸谷五朗『月はどっちに出ている』
  - 女優主演賞 ルビー・モレノ『月はどっちに出ている』
  - 男優助演賞 田中健『望郷』
  - 女優助演賞 桜田淳子『お引越し』
  - スポニチグランプリ新人賞 田畑智子『お引越し』、袴田吉彦『二十才の微熱』
  - 田中絹代賞 香川京子
- スタッフ部門
  - 監督賞 市川準『病院で死ぬということ』
  - 脚本賞 崔洋一、鄭義信『月はどっちに出ている』、松山善三『虹の橋』『望郷』
  - 撮影賞 浜田毅『僕らはみんな生きている』
  - 美術賞 間野重雄『病院で死ぬということ』『望郷』
  - 音楽賞 佐藤勝『わが愛の譜 滝廉太郎物語』
  - 録音賞 堀池美夫、格畑學『わが愛の譜 滝廉太郎物語』、橋本泰夫『病院で死ぬということ』
- 特別賞
  - 川喜多かしこ
    - 長年に渡る日本映画の海外紹介と映画文化の国際交流に対する貢献に対して
- 宣伝賞
  - 最優秀賞 『幸福の条件』
  - 優秀賞 『高校教師』『学校』

第49回（1994年）
- 作品部門
  - 日本映画大賞 『全身小説家』
  - 日本映画優秀賞 『居酒屋ゆうれい』『119』『忠臣蔵外伝 四谷怪談』『夏の庭 The Friends』『棒の哀しみ』
  - 記録文化映画賞
    - 長編 『渡り川』
    - 短編 『十三代今右衛門 薄墨の美』

  - 外国映画ベストワン賞 『さらば、わが愛/覇王別姫』
  - 日本映画ファン賞 『四十七人の刺客』
  - 外国映画ファン賞 『シンドラーのリスト』
  - アニメーション映画賞 『平成狸合戦ぽんぽこ』
  - 大藤信郎賞 該当作なし
- 俳優部門
  - 男優主演賞 奥田瑛二『棒の哀しみ』『極道記者2』
  - 女優主演賞 吉永小百合『女ざかり』
  - 男優助演賞 中村敦夫『集団左遷』
  - 女優助演賞 室井滋『居酒屋ゆうれい』
  - スポニチグランプリ新人賞 野村祐人『800 TWO LAP RUNNERS』、鈴木砂羽『愛の新世界』
  - 田中絹代賞 久我美子
- スタッフ部門
  - 監督賞 神代辰巳『棒の哀しみ』
  - 脚本賞 田中陽造『居酒屋ゆうれい』『夏の庭 The Friends』
  - 撮影賞 栢野直樹『800 TWO LAP RUNNERS』
  - 美術賞 井川徳道『東雲楼 女の乱』
  - 音楽賞 梅林茂『居酒屋ゆうれい』『トカレフ』
  - 録音賞 柿澤潔『棒の哀しみ』『トカレフ』
- 宣伝賞
  - 最優秀賞 『超能力者 未知への旅人』
  - 優秀賞 『女ざかり』『シンドラーのリスト』

第50回（1995年）
- 作品部門
  - 日本映画大賞 『午後の遺言状』
  - 日本映画優秀賞 『藏』『写楽』『深い河』『Love Letter』
  - 記録文化映画賞
    - 長編 『奈緒ちゃん』
    - 短編 『映像評伝 朝永振一郎』

  - 外国映画ベストワン賞 『ショーシャンクの空に』
  - 日本映画ファン賞 『藏』
  - 外国映画ファン賞 『マディソン郡の橋』
  - アニメーション映画賞 『ユンカース・カム・ヒア』
  - 大藤信郎賞 『MEMORIES』における大友克洋の製作総指揮に対して
- 俳優部門
  - 男優主演賞 役所広司『KAMIKAZE TAXI』
  - 女優主演賞 杉村春子『午後の遺言状』
  - 男優助演賞 松方弘樹『藏』
  - 女優助演賞 鰐淵晴子『遥かな時代の階段を』『東京デラックス』『眠れる美女』
  - スポニチグランプリ新人賞 一色紗英『藏』、江角マキコ『幻の光』
  - 田中絹代賞 浅丘ルリ子
- スタッフ部門
  - 監督賞 新藤兼人『午後の遺言状』
  - 脚本賞 橋口亮輔『渚のシンドバッド』
  - 撮影賞 鈴木達夫『写楽』
  - 美術賞 竹中和雄『あした』
  - 音楽賞 陳明章『幻の光』
  - 録音賞 瀬川徹夫『写楽』『緊急呼出し エマージェンシー・コール』
  - スポニチグランプリ新人賞 室賀厚『SCORE』
- 特別賞
  - 飯島正
    - 映画評論を確立した功績に対して

  - 乙羽信子
    - 日本映画におけるこれまでの優れた演技に対して

  - 高羽哲夫
    - 『男はつらいよ』『幸福の黄色いハンカチ』などの優れた撮影に対して

  - 南とめ
    - 長年に渡る映画のネガ編集に対する功績に対して
- 宣伝賞
  - 最優秀賞 『藏』
  - 優秀賞 『ダイ・ハード3』『ウォーターワールド』

### 第51回（1996年） - 第60回（2005年）
目次 : 第51回（1996年） - 第52回（1997年） - 第53回（1998年） - 第54回（1999年） - 第55回（2000年） - 第56回（2001年） - 第57回（2002年） - 第58回（2003年） - 第59回（2004年） - 第60回（2005年）
第51回（1996年）
- 作品部門
  - 日本映画大賞 『Shall we ダンス?』
  - 日本映画優秀賞 『絵の中のぼくの村』『学校II』『キッズ・リターン』『眠る男』
  - 記録文化映画賞
    - 長編 『SAWADA 青森からベトナムへ ピュリッツァー賞カメラマン沢田教一の生と死』
    - 短編 『クロウサギの島 奄美の希少動物たち』

  - 外国映画ベストワン賞 『ユリシーズの瞳』
  - 日本映画ファン賞 『Shall we ダンス?』
  - 外国映画ファン賞 『インデペンデンス・デイ』
  - アニメーション映画賞 『ブラック・ジャック』
  - 大藤信郎賞 『るすばん』
- 俳優部門
  - 男優主演賞 役所広司『Shall we ダンス?』『眠る男』『シャブ極道』
  - 女優主演賞 高岡早紀『KYOKO』
  - 男優助演賞 吉岡秀隆『学校II』
  - 女優助演賞 草村礼子『Shall we ダンス?』
  - スポニチグランプリ新人賞 安藤政信『キッズ・リターン』、鈴木彩子『アトランタ・ブギ』
  - 田中絹代賞 松坂慶子
- スタッフ部門
  - 監督賞 周防正行『Shall we ダンス?』
  - 脚本賞 周防正行『Shall we ダンス?』
  - 撮影賞 丸池納『眠る男』
  - 美術賞 横尾嘉良『眠る男』
  - 音楽賞 細川俊夫『眠る男』
  - 録音賞 井上宗一『眠る男』、鈴木功『学校II』
  - スポニチグランプリ新人賞 井坂聡『Focus』
- 特別賞
  - 渥美清
    - 『男はつらいよ』シリーズなどの演技による日本映画への貢献に対して

  - 小林正樹
    - 映画監督として数々の名作を生み出した貢献に対して

  - 佐藤正之
    - 長年、映画製作者として活躍し、独立プロ運動・毎日映画コンクールの運営にも尽力した功績に対して

  - 藤子・F・不二雄
    - 『オバケのQ太郎』『ドラえもん』など空想味豊かなアニメの創作とその映画化・テレビ化に対して

  - フランキー堺
    - 数々の喜劇映画の演技などによる日本映画への貢献に対して

  - 武満徹
    - 映画音楽を通じて数々の名作を生み出した貢献に対して
- 宣伝賞
  - 最優秀賞 『インデペンデンス・デイ』
  - 優秀賞 『セブン』『宮澤賢治 その愛』『陽のあたる教室』

第52回（1997年）
- 作品部門
  - 日本映画大賞 『もののけ姫』
  - 日本映画優秀賞 『うなぎ』『誘拐』『ラヂオの時間』
  - 記録文化映画賞
    - 長編 『ルイズ その旅立ち』
    - 短編 『真正粘菌の生活史―進化の謎・変形体を探る―』

  - 外国映画ベストワン賞 『イングリッシュ・ペイシェント』
  - 日本映画ファン賞 『もののけ姫』
  - 外国映画ファン賞 『メン・イン・ブラック』
  - アニメーション映画賞 『もののけ姫』
  - 大藤信郎賞 該当なし
- 俳優部門
  - 男優主演賞 原田芳雄『鬼火』
  - 女優主演賞 桃井かおり『東京夜曲』など
  - 男優助演賞 田口トモロヲ『うなぎ』『鉄塔武蔵野線』など
  - 女優助演賞 倍賞美津子『東京夜曲』『うなぎ』
  - スポニチグランプリ新人賞 広末涼子『20世紀ノスタルジア』、吉川ひなの『瀬戸内ムーンライト・セレナーデ』
  - 田中絹代賞 淡島千景
- スタッフ部門
  - 監督賞 今村昌平『うなぎ』
  - 脚本賞 三谷幸喜『ラヂオの時間』
  - 撮影賞 木村大作『誘拐』、田村正毅『萌の朱雀』『2/デュオ』
  - 美術賞 小澤秀高『失楽園』
  - 音楽賞 大島ミチル『失楽園』
  - 録音賞 林鑛一『身も心も』
  - スポニチグランプリ新人賞 三谷幸喜『ラヂオの時間』
- 特別賞
  - 勝新太郎
    - 『座頭市』などの日本映画を製作、監督・俳優としてリードした功績により

  - 杉村春子
    - 小津安二郎監督作品の名演技、『午後の遺言状』の主役などで日本映画に尽くした功績により

  - 姫田真佐久
    - 『赤い殺意』『キューポラのある街』『戦争と人間』などの名作映画の撮影に対して

  - 三船敏郎
    - 黒澤明監督作品などで俳優として国際的な評価を得た功績に対して

  - 萬屋錦之介
    - 『宮本武蔵』など時代劇俳優として日本映画に貢献した業績に対して
- 宣伝賞
  - 最優秀賞 『タイタニック』
  - 優秀賞 『コン・エアー』『ロスト・ワールド/ジュラシック・パーク』

第53回（1998年）
- 作品部門
  - 日本映画大賞 『愛を乞うひと』
  - 日本映画優秀賞 『学校III』『カンゾー先生』『がんばっていきまっしょい』『HANA-BI』
  - 記録文化映画賞
    - 長編 『見えない壁を越えて』
    - 短編 『文楽への誘い』

  - 外国映画ベストワン賞 『L.A.コンフィデンシャル』
  - 日本映画ファン賞 『踊る大捜査線 THE MOVIE』
  - 外国映画ファン賞 『タイタニック』
  - アニメーション映画賞 『ドラえもん のび太の南海大冒険』
  - 大藤信郎賞 『水の精 河童百図』
- 俳優部門
  - 男優主演賞 本木雅弘『中国の鳥人』
  - 女優主演賞 原田美枝子『愛を乞うひと』
  - 男優助演賞 大杉漣『HANA-BI』『犬、走る DOG RACE』など
  - 女優助演賞 余貴美子『学校III』『あ、春』
  - スポニチグランプリ新人賞 田中麗奈『がんばっていきまっしょい』、唯野未歩子『フレンチドレッシング』
  - 田中絹代賞 藤村志保
- スタッフ部門
  - 監督賞 平山秀幸『愛を乞うひと』
  - 脚本賞 中島丈博『ラブ・レター』『あ、春』
  - 撮影賞 山本英夫 『HANA-BI』『中国の鳥人』など
  - 美術賞 中澤克巳『愛を乞うひと』『CURE』
  - 音楽賞 山下洋輔『カンゾー先生』
  - 録音賞 郡弘道『がんばっていきまっしょい』
  - スポニチグランプリ新人賞 中野裕之『SF サムライ・フィクション』
- 特別賞
  - 木下恵介
    - 『二十四の瞳』などの名作を監督し、日本映画のために尽くした功績に対して

  - 黒澤明
    - 『七人の侍』など傑作30本の監督を通じ、日本映画の名を海外にまで高め、世界のクロサワと呼ばれた功績に対して

  - 碧川道夫
    - わが国映画撮影の先駆者としての功績に対して

  - 宮島義勇
    - 映画撮影技師として日本的リアリズムの手法を確立した功績に対して

  - 淀川長治
    - 評論活動を通じて映画の魅力を伝え、映画普及に尽力した功績に対して
- 宣伝賞
  - 最優秀賞 『L.A.コンフィデンシャル』
  - 優秀賞 『時雨の記』『プライベート・ライアン』

第54回（1999年）
- 作品部門
  - 日本映画大賞 『鉄道員』
  - 日本映画優秀賞 『菊次郎の夏』『金融腐蝕列島〔呪縛〕』『39 刑法第三十九条』『M/OTHER』
  - 記録文化映画賞
    - 長編 『続『住民が選択した町の福祉』問題はこれからです』
    - 短編 『狂言・野村万蔵―技とこころ』

  - 外国映画ベストワン賞 『恋におちたシェイクスピア』
  - 日本映画ファン賞 『鉄道員』
  - 外国映画ファン賞 『マトリックス』
  - アニメーション映画賞 『人狼 JIN-ROH』
  - 大藤信郎賞 『老人と海』におけるアレクサンドル・ペトロフと技術スタッフに対して
- 俳優部門
  - 男優主演賞 小林桂樹『あの、夏の日 - とんでろ じいちゃん』
  - 女優主演賞 大竹しのぶ『生きたい』『鉄道員』『黒い家』
  - 男優助演賞 ヨシ笈田『あつもの』
  - 女優助演賞 小島聖『あつもの』
  - スポニチグランプリ新人賞 忍足亜希子『アイ・ラブ・ユー』、池脇千鶴『大阪物語』
  - 田中絹代賞 富司純子
- スタッフ部門
  - 監督賞 森田芳光『39 刑法第三十九条』
  - 脚本賞 諏訪敦彦、三浦友和、渡辺真起子『M/OTHER』
  - 撮影賞 阪本善尚『金融腐蝕列島〔呪縛〕』
  - 美術賞 磯見俊裕、郡司英雄『ワンダフルライフ』
  - 音楽賞 鈴木治行『M/OTHER』
  - 録音賞 橋本泰夫『大阪物語』『ガメラ3 邪神覚醒』
  - 技術賞
    - 編集 川島章正『金融腐蝕列島〔呪縛〕』
    - 照明 粟木原毅『催眠』

  - スポニチグランプリ新人賞 塩田明彦『月光の囁き』『どこまでもいこう』
- 特別賞
  - 佐藤勝
    - 黒澤明監督作品をはじめとする数々の映画音楽を作曲し、日本における映画音楽の質を高めた功績に対して

  - 宮川一夫
    - 『羅生門』『雨月物語』などの名作の撮影を通じて、日本映画のクオリティーの高さを内外に認識させた功績に対して
- 宣伝賞
  - 最優秀賞 『鉄道員』
  - 優秀賞 『シックス・センス』『スター・ウォーズ エピソード1/ファントム・メナス』

第55回（2000年）
- 作品部門
  - 日本映画大賞 『顔』
  - 日本映画優秀賞 『雨あがる』『御法度』『十五才 学校IV』『ナビィの恋』
  - 記録文化映画賞
    - 長編 『夢は時をこえて―津田梅子が紡いだ絆』
    - 短編 『江東区の伝統工芸 木挽 林以一』

  - 外国映画ベストワン賞 『スペース・カウボーイ』
  - 日本映画ファン賞 『ホワイトアウト』
  - 外国映画ファン賞 『グリーンマイル』
  - アニメーション映画賞 『おばあちゃんの思い出』
  - 大藤信郎賞 『BLOOD THE LAST VAMPIRE』
- 俳優部門
  - 男優主演賞 浅野忠信『地雷を踏んだらサヨウナラ』『五条霊戦記 GOJOE』『御法度』
  - 女優主演賞 藤山直美『顔』
  - 男優助演賞 香川照之『独立少年合唱団』『スリ』
  - 女優助演賞 松坂慶子『さくや妖怪伝』『本日またまた休診なり』
  - スポニチグランプリ新人賞 安藤希『さくや妖怪伝』、松田龍平『御法度』
  - 田中絹代賞 原田美枝子
- スタッフ部門
  - 監督賞 阪本順治『顔』
  - 脚本賞 山田洋次、朝間義隆、平松恵美子『十五才 学校IV』
  - 撮影賞 上田正治『雨あがる』
  - 美術賞 原田満生『ざわざわ下北沢』『顔』
  - 音楽賞 磯田健一郎『ナビィの恋』
  - 録音賞 橋本文雄『顔』
  - 技術賞
    - 安藤清人『長崎ぶらぶら節』（照明）
    - 市川崑監督作品『新選組』スタッフ

  - スポニチグランプリ新人賞 緒方明『独立少年合唱団』
- 特別賞
  - 徳間康快
    - 大映株式会社社長などを歴任し、『未完の対局』『敦煌』などの大作や『風の谷のナウシカ』『もののけ姫』などの優れたアニメを製作、東京国際映画祭のゼネラルプロデューサーとして世界の映画人の交流に尽力した功績に対して

  - 工藤栄一
    - 『十三人の刺客』『その後の仁義なき戦い』『野獣刑事』など数々の作品を監督し、独特の映像美で観客を魅了した功績に対して

  - 吉村公三郎
    - 『安城家の舞踏会』『偽れる盛装』などの名作を監督し、近代映画協会の設立に尽力した功績に対して
- 宣伝賞
  - 最優秀賞 『ターザン』
  - 優秀賞 『長崎ぶらぶら節』『ファイト・クラブ』

第56回（2001年）
- 作品部門
  - 日本映画大賞 『千と千尋の神隠し』
  - 日本映画優秀賞 『ウォーターボーイズ』『GO』『日本の黒い夏─冤罪』『バトル・ロワイアル』『ホタル』
  - 記録文化映画賞
    - 長編 『able エイブル』
    - 短編 『石を積む―石垣と日本人―』

  - 外国映画ベストワン賞 『山の郵便配達』
  - 日本映画ファン賞 『千と千尋の神隠し』
  - 外国映画ファン賞 『A.I.』
  - アニメーション映画賞 『千と千尋の神隠し』
  - 大藤信郎賞 『くじらとり』
- 俳優部門
  - 男優主演賞 三橋達也『忘れられぬ人々』
  - 女優主演賞 牧瀬里穂『ターン』
  - 男優助演賞 寺島進『BROTHER』『みすゞ』『空の穴』
  - 女優助演賞 荻野目慶子『三文役者』
  - スポニチグランプリ新人賞 窪塚洋介『GO』、柴咲コウ『バトル・ロワイアル』『GO』
  - 田中絹代賞 倍賞美津子
- スタッフ部門
  - 監督賞 宮崎駿『千と千尋の神隠し』
  - 脚本賞 宮藤官九郎『GO』
  - 撮影賞 藤澤順一『狗神』『ターン』『ココニイルコト』
  - 美術賞 小川富美夫『風花』『みんなのいえ』
  - 音楽賞 久石譲、木村弓『千と千尋の神隠し』
  - 録音賞 小野寺修、柿澤潔『陰陽師』
  - 技術賞 金沢正夫『狗神』『みすゞ』（照明）
  - スポニチグランプリ新人賞 長澤雅彦『ココニイルコト』
- 特別賞
  - 伊藤武郎
    - 独立プロデューサーの草分けとして『戦争と平和』『真空地帯』などの数々の名作を製作した功績に対して

  - 相米慎二
    - 『セーラー服と機関銃』『お引越し』『台風クラブ』など数々の優れた作品を監督し、観客に強い印象を与えた功績に対して

  - 左幸子
    - 『飢餓海峡』『にっぽん昆虫記』など数々の名作に出演し、演技派女優として圧倒的な存在感で観客を魅了した功績に対して
- 宣伝賞
  - 最優秀賞 『PLANET OF THE APES/猿の惑星』
  - 優秀賞 『13デイズ』『パール・ハーバー』『A.I.』

第57回（2002年）
作品部門
- - 日本映画大賞 『たそがれ清兵衛』
  - 日本映画優秀賞 『OUT』『阿弥陀堂だより』『KT』『ハッシュ!』
  - 記録文化映画賞
    - 長編 『住井すゑ 百歳の人間宣言』
    - 短編 『未知への航海―すばる望遠鏡建設の記録―』

  - 外国映画ベストワン賞 『鬼が来た!』
  - 日本映画ファン賞 『模倣犯』
  - 外国映画ファン賞 『ハリー・ポッターと秘密の部屋』
  - アニメーション映画賞 『クレヨンしんちゃん 嵐を呼ぶ アッパレ!戦国大合戦』
  - 大藤信郎賞 『千年女優』
- 俳優部門
  - 男優主演賞 真田広之『たそがれ清兵衛』『助太刀屋助六』
  - 女優主演賞 大塚寧々『笑う蛙』『うつつ』『歩く、人』
  - 男優助演賞 塚本晋也『とらばいゆ』『殺し屋1』『クロエ』『溺れる人』
  - 女優助演賞 宮沢りえ『たそがれ清兵衛』『うつつ』
  - スポニチグランプリ新人賞 中村獅童『ピンポン』、市川実日子『とらばいゆ』、金守珍『夜を賭けて』
  - 田中絹代賞 吉行和子
- スタッフ部門
  - 監督賞 平山秀幸『OUT』『笑う蛙』
  - 脚本賞 鄭義信『OUT』
  - 撮影賞 長沼六男『たそがれ清兵衛』
  - 美術賞 大塚聡『夜を賭けて』
  - 音楽賞 加古隆『阿弥陀堂だより』
  - 録音賞 岸田和美『たそがれ清兵衛』
  - 技術賞 中岡源権『たそがれ清兵衛』（照明）
    - 曽利文彦監督を中心とする『ピンポン』のVFXスタッフ
- 特別賞
  - 清川虹子
    - 『楢山節考』『復讐するは我にあり』など269本の映画に出演し、個性的な演技で大衆に愛され、名バイ・プレイヤーとして果たした多大な功労に対して

  - 蔵原惟繕
    - 『俺は待ってるぜ』などの石原裕次郎主演作や、ドキュメンタリー『キタキツネ物語』、さらに『南極物語』など大きなスケールの作品をヒットさせた功績に対して

  - 冨田功
    - 『病院へ行こう』『櫻の園』など数々の秀作の編集者として優れた技量を発揮し、日本映画界に貢献した功績に対して
- 宣伝賞
  - 最優秀賞 『モンスターズ・インク』
  - 優秀賞 『ハリー・ポッターと賢者の石』

第58回（2003年）
- 作品部門
  - 日本映画大賞 『赤目四十八瀧心中未遂』
  - 日本映画優秀賞 『阿修羅のごとく』『座頭市』『スパイ・ゾルゲ』『ドッペルゲンガー』
  - 記録文化映画賞
    - 長編 『こんばんは』
    - 短編 『彩なす首里の織物 宮平初子』

  - 外国映画ベストワン賞 『戦場のピアニスト』
  - 日本映画ファン賞 『踊る大捜査線 THE MOVIE 2 レインボーブリッジを封鎖せよ!』
  - 外国映画ファン賞 『戦場のピアニスト』
  - アニメーション映画賞 『東京ゴッドファーザーズ』
  - 大藤信郎賞 『連句アニメーション「冬の日」』における川本喜八郎の企画・総合演出
- 俳優部門
  - 男優主演賞 西田敏行『ゲロッパ!』『釣りバカ日誌14 お遍路大パニック!』
  - 女優主演賞 寺島しのぶ『赤目四十八瀧心中未遂』
  - 男優助演賞 柄本明『花』『ドッペルゲンガー』『座頭市』他
  - 女優助演賞 大楠道代『赤目四十八瀧心中未遂』『座頭市』
  - スポニチグランプリ新人賞 大西滝次郎『赤目四十八瀧心中未遂』、宮迫博之『蛇イチゴ』
  - 田中絹代賞 八千草薫
- スタッフ部門
  - 監督賞 崔洋一『刑務所の中』
  - 脚本賞 西川美和『蛇イチゴ』、深作健太、木田紀生『バトル・ロワイアルII 鎮魂歌』
  - 撮影賞 笠松則通『ぼくんち』『さよなら、クロ』『赤目四十八瀧心中未遂』
  - 美術賞 磯見俊裕『刑務所の中』『バトル・ロワイアルII 鎮魂歌』
  - 音楽賞 磯田健一郎『ホテル・ハイビスカス』
  - 録音賞 白取貢『ホテル・ハイビスカス』『ゲロッパ!』
  - 技術賞 渡邊孝一『阿修羅のごとく』
  - スポニチグランプリ新人賞 西川美和『蛇イチゴ』
- 特別賞
  - 深作欣二
    - 『仁義なき戦い』シリーズをはじめ、躍動感あふれる映画を数多く監督するなど、長年に渡り日本映画業界に貢献した業績に対して

  - 笠原和夫
    - 脚本家として『仁義なき戦い』シリーズをはじめ、日本映画業界のために尽くした功績に対して
- 宣伝賞
  - 最優秀賞 『マトリックス・リローデッド』
  - 優秀賞 『オールド・ルーキー』

第59回（2004年）
- 作品部門
  - 日本映画大賞 『血と骨』
  - 日本映画優秀賞 『誰も知らない』
  - 記録文化映画賞
    - 長編 『わたしの季節』
    - 短編 『螺鈿―北村昭斎のわざ―』

  - 外国映画ベストワン賞 『ミスティック・リバー』
  - 日本映画ファン賞 『ハウルの動く城』
  - 外国映画ファン賞 『2046』
  - アニメーション映画賞 『雲のむこう、約束の場所』
  - 大藤信郎賞 『マインド・ゲーム』
- 俳優部門
  - 男優主演賞 ビートたけし『血と骨』
  - 女優主演賞 深田恭子『下妻物語』
  - 男優助演賞 オダギリジョー『血と骨』『この世の外へ クラブ進駐軍』
  - 女優助演賞 田畑智子『血と骨』『隠し剣 鬼の爪』
  - スポニチグランプリ新人賞 土屋アンナ『下妻物語』『茶の味』、柳楽優弥『誰も知らない』、上野樹里『チルソクの夏』『スウィングガールズ』
  - 田中絹代賞 淡路恵子
- スタッフ部門
  - 監督賞 黒木和雄『美しい夏キリシマ』『父と暮せば』
  - 脚本賞 荒井晴彦『ヴァイブレータ』
  - 撮影賞 鈴木一博『ヴァイブレータ』『機関車先生』『ガールフレンド』『ココロとカラダ』
  - 美術賞 桑島十和子『下妻物語』
  - 音楽賞 日野皓正『透光の樹』
  - 録音賞 弦巻裕『誰も知らない』
  - 技術賞 熊谷秀夫『透光の樹』
- 特別賞
  - 三橋達也
    - ヒーローから悪役まで演じられる存在感の大きな俳優として、数多くの映画に出演するなど、長年にわたり、日本映画界に貢献した業績に対して

  - 双葉十三郎
    - 映画評論家として四分の三世紀以上にわたり、卓越した知識と豊かな感性に基づいた評論を発表するなど、日本映画界に貢献した業績に対して
- 宣伝賞
  - 最優秀賞 『シービスケット』
  - 優秀賞 『デイ・アフター・トゥモロー』『ラストサムライ』

第60回（2005年）
- 作品部門
  - 日本映画大賞 『パッチギ!』
  - 日本映画優秀賞 『オペレッタ狸御殿』
- 俳優部門
  - 男優主演賞 浅野忠信『誰がために』『乱歩地獄』
  - 女優主演賞 田中裕子『いつか読書する日』『火火』
  - 男優助演賞 山下規介『運命じゃない人』
  - 女優助演賞 板谷由夏『運命じゃない人』
  - スポニチグランプリ新人賞 石田法嗣『カナリア』、関めぐみ『恋は五・七・五!』『8月のクリスマス』
  - 田中絹代賞 若尾文子
- スタッフ部門
  - 監督賞 緒方明『いつか読書する日』
  - 脚本賞 内田けんじ『運命じゃない人』
  - 撮影賞 柴崎幸三『ALWAYS 三丁目の夕日』
  - 美術賞 上条安里『ALWAYS 三丁目の夕日』
  - 音楽賞 加藤和彦『パッチギ!』
  - 録音賞 横溝正俊『いつか読書する日』
  - 技術賞
    - 『ALWAYS 三丁目の夕日』VFXスタッフ
    - 谷口登司夫『二人日和』（編集）
- アニメーション部門
  - アニメーション映画賞 『劇場版 鋼の錬金術師 シャンバラを征く者』
  - 大藤信郎賞 『tough guy! 2005』
- ドキュメンタリー部門
  - ドキュメンタリー映画賞 『Little Birds イラク戦火の家族たち』
- TSUTAYAファン賞
  - 日本映画部門 『ALWAYS 三丁目の夕日』
  - 外国映画部門 『スター・ウォーズ エピソード3/シスの復讐』

### 第61回（2006年） - 第70回（2015年）
目次 : 第61回（2006年） - 第62回（2007年） - 第63回（2008年） - 第64回（2009年） - 第65回（2010年） - 第66回（2011年） - 第67回（2012年） - 第68回（2013年） - 第69回（2014年） - 第70回（2015年）
第61回（2006年）
- 作品部門
  - 日本映画大賞 『ゆれる』
  - 日本映画優秀賞 『フラガール』
  - 外国映画ベストワン賞 『父親たちの星条旗』
- 俳優部門
  - 男優主演賞 佐藤浩市『雪に願うこと』
  - 女優主演賞 中谷美紀『嫌われ松子の一生』
  - 男優助演賞 笹野高史『武士の一分』『寝ずの番』
  - 女優助演賞 蒼井優『フラガール』『虹の女神』『ハチミツとクローバー』
  - スポニチグランプリ新人賞 塚地武雅『間宮兄弟』、 檀れい『武士の一分』
  - 田中絹代賞 草笛光子
- スタッフ部門
  - 監督賞 根岸吉太郎『雪に願うこと』
  - 脚本賞 加藤正人『雪に願うこと』
  - 撮影賞 川上皓市『紙屋悦子の青春』
  - 美術賞 種田陽平『THE有頂天ホテル』『フラガール』
  - 音楽賞 加古隆『博士の愛した数式』
  - 録音賞 白取貢『フラガール』『ゆれる』、小野寺修『雪に願うこと』
  - 技術賞 小池義幸『嫌われ松子の一生』（編集）
- アニメーション部門
  - アニメーション映画賞 『時をかける少女』
  - 大藤信郎賞 『鉄コン筋クリート』
- ドキュメンタリー部門
  - ドキュメンタリー映画賞 『エドワード・サイード OUT OF PLACE』
- TSUTAYA映画ファン賞
  - 日本映画部門 『デスノート』
  - 外国映画部門 『パイレーツ・オブ・カリビアン/デッドマンズ・チェスト』
- 特別賞
  - 今村昌平
  - 風見章子

第62回（2007年）
- 作品部門
  - 日本映画大賞 『それでもボクはやってない』
  - 日本映画優秀賞 『天然コケッコー』
  - 外国映画ベストワン賞 『長江哀歌』
- 俳優部門
  - 男優主演賞 国分太一『しゃべれども しゃべれども』
  - 女優主演賞 麻生久美子『夕凪の街 桜の国』
  - 男優助演賞 松重豊『しゃべれども しゃべれども』
  - 女優助演賞 高橋惠子『ふみ子の海』
  - スポニチグランプリ新人賞 松田翔太『ワルボロ』、 成海璃子『あしたの私のつくり方』『神童』
  - 田中絹代賞 中村玉緒
- スタッフ部門
  - 監督賞 周防正行『それでもボクはやってない』
  - 脚本賞 渡辺あや『天然コケッコー』
  - 撮影賞 中野英世『殯の森』
  - 美術賞 佐々木尚『スキヤキ・ウエスタン ジャンゴ』
  - 音楽賞 レイ・ハラカミ『天然コケッコー』
  - 録音賞 小松将人『しゃべれども しゃべれども』
  - 技術賞 北村道子『スキヤキ・ウエスタン ジャンゴ』
- アニメーション部門
  - アニメーション映画賞 『河童のクゥと夏休み』
  - 大藤信郎賞 『カフカ 田舎医者』
- ドキュメンタリー部門
  - ドキュメンタリー映画賞 『バックドロップ・クルディスタン』
- TSUTAYA映画ファン賞
  - 日本映画部門 『恋空』
  - 外国映画部門 『パイレーツ・オブ・カリビアン/ワールド・エンド』
- 特別賞
  - 熊井啓
  - 犬塚稔

第63回（2008年）
- 作品部門
  - 日本映画大賞 『おくりびと』
  - 日本映画優秀賞 『ぐるりのこと。』
  - 外国映画ベストワン賞 『ダークナイト』
- 俳優部門
  - 男優主演賞 阿部寛『青い鳥』『歩いても 歩いても』
  - 女優主演賞 小池栄子『接吻』
  - 男優助演賞 堺雅人『アフタースクール』『クライマーズ・ハイ』『ジャージの二人』
  - 女優助演賞 松坂慶子『火垂るの墓』
  - スポニチグランプリ新人賞 三浦春馬『奈緒子』、仲里依紗『純喫茶磯辺』
  - 田中絹代賞 余貴美子
- スタッフ部門
  - 監督賞 若松孝二『実録・連合赤軍 あさま山荘への道程』
  - 脚本賞 橋口亮輔『ぐるりのこと。』
  - 撮影賞 辻智彦『実録・連合赤軍 あさま山荘への道程』
  - 美術賞 矢内京子『西の魔女が死んだ』
  - 音楽賞 岩代太郎『闇の子供たち』
  - 録音賞 尾崎聡『おくりびと』
  - 技術賞 桑島十和子、増尾隆幸、土屋真治、柳川瀬雅英『パコと魔法の絵本』
- アニメーション部門
  - アニメーション映画賞 『スカイ・クロラ The Sky Crawlers』
  - 大藤信郎賞 『崖の上のポニョ』における宮崎駿監督の独創的表現に対して
- ドキュメンタリー部門
  - ドキュメンタリー映画賞 『花はどこへいった』
- TSUTAYA映画ファン賞
  - 日本映画部門 『私は貝になりたい』
  - 外国映画部門 『レッドクリフ PartI』
- 特別賞
  - 市川崑
  - 緒形拳
  - 楠田浩之

第64回（2009年）
作品部門
- - 日本映画大賞 『沈まぬ太陽』
  - 日本映画優秀賞 『劒岳 点の記』
  - 外国映画ベストワン賞 『グラン・トリノ』
- 俳優部門
  - 男優主演賞 松山ケンイチ『ウルトラミラクルラブストーリー』
  - 女優主演賞 小西真奈美『のんちゃんのり弁』
  - 男優助演賞 岸部一徳『大阪ハムレット』
  - 女優助演賞 八千草薫『ディア・ドクター』
  - スポニチグランプリ新人賞 西島隆弘『愛のむきだし』、満島ひかり『愛のむきだし』
  - 田中絹代賞 高橋惠子
- スタッフ部門
  - 監督賞 園子温『愛のむきだし』
  - 脚本賞 田中陽造『ヴィヨンの妻 〜桜桃とタンポポ〜』
  - 撮影賞 木村大作『劒岳 点の記』
  - 美術賞 種田陽平、矢内京子『ヴィヨンの妻 〜桜桃とタンポポ〜』
  - 音楽賞 蓮実重臣『私は猫ストーカー』
  - 録音賞 石寺健一『劒岳 点の記』
  - 技術賞 該当なし
- アニメーション部門
  - アニメーション映画賞 『サマーウォーズ』
  - 大藤信郎賞 『電信柱エレミの恋』（立体アニメ表現の完成度に対して）
- ドキュメンタリー部門
  - ドキュメンタリー映画賞 『あんにょん由美香』
- TSUTAYA映画ファン賞
  - 日本映画部門 『ROOKIES -卒業-』
  - 外国映画部門 『マイケル・ジャクソン THIS IS IT』
- 特別賞
  - 森繁久彌
  - 水の江瀧子

第65回（2010年）
- 作品部門
  - 日本映画大賞 『悪人』
  - 日本映画優秀賞 『春との旅』
  - 外国映画ベストワン賞 『息もできない』

- 俳優部門
  - 男優主演賞 堤真一『孤高のメス』
  - 女優主演賞 寺島しのぶ『キャタピラー』
  - 男優助演賞 稲垣吾郎『十三人の刺客』
  - 女優助演賞 夏川結衣『孤高のメス』
  - スポニチグランプリ新人賞 遠藤要『イエローキッド』、徳永えり『春との旅』
  - 田中絹代賞 江波杏子

- スタッフ部門
  - 監督賞 三池崇史『十三人の刺客』
  - 脚本賞 佐藤有記『ヘヴンズ ストーリー』
  - 撮影賞 近藤龍人『海炭市叙景』
  - 美術賞 近藤成之『武士の家計簿』
  - 音楽賞 ジム・オルーク『海炭市叙景』
  - 録音賞 中村淳『十三人の刺客』
  - 技術賞 該当なし

- アニメーション部門
  - アニメーション映画賞 『カラフル』
  - 大藤信郎賞 該当なし

- ドキュメンタリー部門
  - ドキュメンタリー映画賞 該当なし

- TSUTAYA映画ファン賞
  - 日本映画部門 『THE LAST MESSAGE 海猿』
  - 外国映画部門 『エクリプス/トワイライト・サーガ』

- 特別賞
  - 高峰秀子

第66回（2011年）
- 作品部門
  - 日本映画大賞 『一枚のハガキ』
  - 日本映画優秀賞 『サウダーヂ』
  - 外国映画ベストワン賞 『英国王のスピーチ』

- 俳優部門
  - 男優主演賞 森山未來『モテキ』
  - 女優主演賞 小泉今日子『毎日かあさん』
  - 男優助演賞 でんでん『冷たい熱帯魚』
  - 女優助演賞 永作博美『八日目の蝉』
  - スポニチグランプリ新人賞 染谷将太『嘘つきみーくんと壊れたまーちゃん』、忽那汐里『マイ・バック・ページ』
  - 田中絹代賞 大楠道代

- スタッフ部門
  - 監督賞 富田克也『サウダーヂ』
  - 脚本賞 新藤兼人『一枚のハガキ』
  - 撮影賞 北信康『一命』
  - 美術賞 金勝浩一『一枚のハガキ』
  - 音楽賞 林光『一枚のハガキ』
  - 録音賞 尾崎聡『一枚のハガキ』
  - 技術賞 該当なし

- アニメーション部門
  - アニメーション映画賞 『蛍火の杜へ』
  - 大藤信郎賞 『663114』

- ドキュメンタリー部門
  - ドキュメンタリー映画賞 『ショージとタカオ』

- TSUTAYA映画ファン賞
  - 日本映画部門 『ステキな金縛り』
  - 外国映画部門 『ハリー・ポッターと死の秘宝 PART2』

- 特別賞
  - 赤松陽構造

第67回（2012年）
- 作品部門
  - 日本映画大賞 『終の信託』
  - 日本映画優秀賞 『桐島、部活やめるってよ』
  - 外国映画ベストワン賞 『ヒューゴの不思議な発明』

- 俳優部門
  - 男優主演賞 夏八木勲『希望の国』
  - 女優主演賞 田畑智子『ふがいない僕は空を見た』
  - 男優助演賞 加瀬亮『アウトレイジ ビヨンド』
  - 女優助演賞 安藤サクラ『愛と誠』
  - スポニチグランプリ新人賞 東出昌大『桐島、部活やめるってよ』、三吉彩花『グッモーエビアン!』
  - 田中絹代賞 田中裕子

- スタッフ部門
  - 監督賞 吉田大八『桐島、部活やめるってよ』
  - 脚本賞 ヤン・ヨンヒ『かぞくのくに』
  - 撮影賞 芦澤明子『わが母の記』
  - 美術賞 部谷京子『天地明察』
  - 音楽賞 大島ミチル『僕達急行 A列車で行こう』
  - 録音賞 志満順一『北のカナリアたち』
  - 技術賞 該当なし

- アニメーション部門
  - アニメーション映画賞 『おおかみこどもの雨と雪』
  - 大藤信郎賞 『火要鎮』

- ドキュメンタリー部門
  - ドキュメンタリー映画賞 『ニッポンの嘘 報道写真家 福島菊次郎90歳』

- TSUTAYA映画ファン賞
  - 日本映画部門 『テルマエ・ロマエ』
  - 外国映画部門 『アベンジャーズ』

- 特別賞
  - 黒澤満

第68回（2013年）
- 作品部門
  - 日本映画大賞 『舟を編む』
  - 日本映画優秀賞 『ペコロスの母に会いに行く』
  - 外国映画ベストワン賞 『愛、アムール』

- 俳優部門
  - 男優主演賞 松田龍平『舟を編む』
  - 女優主演賞 赤木春恵『ペコロスの母に会いに行く』
  - 男優助演賞 ピエール瀧『凶悪』
  - 女優助演賞 吉高由里子『横道世之介』
  - スポニチグランプリ新人賞 星野源『箱入り息子の恋』、濱田ここね『おしん』
  - 田中絹代賞 加賀まりこ

- スタッフ部門
  - 監督賞 石井裕也『舟を編む』
  - 脚本賞 荒井晴彦『共喰い』
  - 撮影賞 今井孝博『共喰い』
  - 美術賞 原田満生『舟を編む』
  - 音楽賞 安川午朗『凶悪』
  - 録音賞 矢野正人『横道世之介』

- ドキュメンタリー部門
  - ドキュメンタリー映画賞 『立候補』

- アニメーション部門
  - アニメーション映画賞 『かぐや姫の物語』
  - 大藤信郎賞 『海に落ちた月の話』

- TSUTAYA映画ファン賞
  - 日本映画部門 『風立ちぬ』
  - 外国映画部門 『テッド』

- 特別賞
  - 福本清三

第69回（2014年）
- 作品部門
  - 日本映画大賞 『私の男』
  - 日本映画優秀賞 『そこのみにて光輝く』
  - 外国映画ベストワン賞 『6才のボクが、大人になるまで。』

- 俳優部門
  - 男優主演賞 綾野剛『そこのみにて光輝く』
  - 女優主演賞 安藤サクラ『0.5ミリ』
  - 男優助演賞 伊藤英明『WOOD JOB! 〜神去なあなあ日常〜』
  - 女優助演賞 池脇千鶴『そこのみにて光輝く』
  - スポニチグランプリ新人賞 登坂広臣『ホットロード』、小松菜奈『渇き。』
  - 田中絹代賞 鈴木京香

- スタッフ部門
  - 監督賞 呉美保『そこのみにて光輝く』
  - 脚本賞 安藤桃子『0.5ミリ』
  - 撮影賞 シグママコト『紙の月』
  - 美術賞 林田裕至『喰女-クイメ-』、佐久嶋依里『喰女−クイメ−』
  - 音楽賞 周防義和『舞妓はレディ』
  - 録音賞 藤本賢一『永遠の0』

- ドキュメンタリー部門
  - ドキュメンタリー映画賞 『SAYAMA みえない手錠をはずすまで』

- アニメーション部門
  - アニメーション映画賞 『ジョバンニの島』
  - 大藤信郎賞 『澱みの騒ぎ』

- TSUTAYA映画ファン賞
  - 日本映画部門 『るろうに剣心 京都大火編』、『るろうに剣心 伝説の最期編』
  - 外国映画部門 『アナと雪の女王』

- 特別賞
  - 野上照代

第70回（2015年）
- 作品部門
  - 日本映画大賞 『恋人たち』
  - 日本映画優秀賞 『岸辺の旅』
  - 外国映画ベストワン賞 『バードマン あるいは（無知がもたらす予期せぬ奇跡）』

- 俳優部門
  - 男優主演賞 塚本晋也『野火』
  - 女優主演賞 綾瀬はるか『海街diary』
  - 男優助演賞 加藤健一『母と暮せば』
  - 女優助演賞 長澤まさみ『海街diary』
  - スポニチグランプリ新人賞 野田洋次郎『トイレのピエタ』、藤野涼子『ソロモンの偽証 前篇・事件』『ソロモンの偽証 後篇・裁判』
  - 田中絹代賞 桃井かおり

- スタッフ部門
  - 監督賞 塚本晋也『野火』
  - 脚本賞 原田眞人『駆込み女と駆出し男』
  - 撮影賞 藤澤順一『ソロモンの偽証 前篇・事件』『ソロモンの偽証 後篇・裁判』
  - 美術賞 原田哲男『日本のいちばん長い日』
  - 音楽賞 坂本龍一『母と暮せば』
  - 録音賞 小川武『恋人たち』

- ドキュメンタリー部門
  - ドキュメンタリー映画賞 『沖縄 うりずんの雨』

- アニメーション部門
  - アニメーション映画賞 『百日紅 〜Miss HOKUSAI〜』
  - 大藤信郎賞 『水準原点』

- TSUTAYA映画ファン賞
  - 日本映画部門 『幕が上がる』
  - 外国映画部門 『ミッション:インポッシブル/ローグ・ネイション』

- 特別賞
  - 櫛桁一則（「シネマリーン」支配人）、橋本忍

### 第71回（2016年） -
目次 : 第71回（2016年） - 第72回（2017年） - 第73回（2018年）　- 第74回（2019年）  - 第75回（2020年） - 第76回（2021年） - 第77回（2022年） - 第78回（2023年） - 第79回（2024年）
第71回（2016年）
- 作品部門
  - 日本映画大賞 『シン・ゴジラ』
  - 日本映画優秀賞 『この世界の片隅に』
  - 外国映画ベストワン賞 『ハドソン川の奇跡』

- 俳優部門
  - 男優主演賞 本木雅弘『永い言い訳』
  - 女優主演賞 筒井真理子『淵に立つ』
  - 男優助演賞 香川照之『クリーピー 偽りの隣人』
  - 女優助演賞 市川実日子『シン・ゴジラ』
  - スポニチグランプリ新人賞 毎熊克哉『ケンとカズ』、中条あやみ『セトウツミ』
  - 田中絹代賞 松原智恵子

- スタッフ部門
  - 監督賞 西川美和『永い言い訳』
  - 脚本賞 向井康介『聖の青春』
  - 撮影賞 斉藤幸一『64 -ロクヨン- 前編・後編』
  - 美術賞 林田裕至、佐久嶋依里『シン・ゴジラ』
  - 音楽賞 コトリンゴ『この世界の片隅に』
  - 録音賞 白取貢『聖の青春』

- ドキュメンタリー部門
  - ドキュメンタリー映画賞 『桜の樹の下』

- アニメーション部門
  - アニメーション映画賞 『君の名は。』
  - 大藤信郎賞 『この世界の片隅に』

- TSUTAYA×Filmarks映画ファン賞
  - 日本映画部門 『君の名は。』
  - 外国映画部門 『ズートピア』

- 特別賞
  - 島村達雄（「白組」社長）

第72回（2017年）
- 作品部門
  - 日本映画大賞 『花筐/HANAGATAMI』
  - 日本映画優秀賞 『あゝ、荒野』
  - 外国映画ベストワン賞 『わたしは、ダニエル・ブレイク』

- 俳優部門
  - 男優主演賞 菅田将暉『あゝ、荒野』
  - 女優主演賞 長澤まさみ『散歩する侵略者』
  - 男優助演賞 役所広司『三度目の殺人』
  - 女優助演賞 田中麗奈『幼な子われらに生まれ』
  - スポニチグランプリ新人賞 高杉真宙『散歩する侵略者』、伊東蒼『島々清しゃ』
  - 田中絹代賞 水野久美

- スタッフ部門
  - 監督賞 富田克也『バンコクナイツ』
  - 脚本賞 石井裕也『映画 夜空はいつでも最高密度の青色だ』
  - 撮影賞 鎌苅洋一『映画 夜空はいつでも最高密度の青色だ』
  - 美術賞 竹内公一『花筐/HANAGATAMI』
  - 音楽賞 Soi48（宇都木景一、高木紳介）・Young-G 他『バンコクナイツ』
  - 録音賞 加藤大和、高須賀健吾『映画 夜空はいつでも最高密度の青色だ』

- ドキュメンタリー部門
  - ドキュメンタリー映画賞 『三里塚のイカロス』

- アニメーション部門
  - アニメーション映画賞 『こんぷれっくす×コンプレックス』
  - 大藤信郎賞 『夜明け告げるルーのうた』

- TSUTAYA×Filmarks映画ファン賞
  - 日本映画部門 『忍びの国』
  - 外国映画部門 『ラ・ラ・ランド』

- 特別賞
  - 佐藤忠男

第73回（2018年）
- 作品部門
  - 日本映画大賞 『万引き家族』
  - 日本映画優秀賞 『菊とギロチン』
  - 外国映画ベストワン賞 『スリー・ビルボード』

- 俳優部門
  - 男優主演賞 柄本佑『きみの鳥はうたえる』
  - 女優主演賞 安藤サクラ『万引き家族』
  - 男優助演賞 塚本晋也『斬、』
  - 女優助演賞 樹木希林『万引き家族』
  - スポニチグランプリ新人賞 玉置玲央『教誨師』、木竜麻生『菊とギロチン』
  - 田中絹代賞 白川和子

- スタッフ部門
  - 監督賞 上田慎一郎『カメラを止めるな!』
  - 脚本賞 野尻克己『鈴木家の嘘』
  - 撮影賞 月永雄太『モリのいる場所』
  - 美術賞 原田満生、堀明元紀『日日是好日』
  - 音楽賞 Hi'Spec『きみの鳥はうたえる』
  - 録音賞 吉田憲義『日日是好日』

- ドキュメンタリー部門
  - ドキュメンタリー映画賞 『廻り神楽』

- アニメーション部門
  - アニメーション映画賞 『若おかみは小学生!』
  - 大藤信郎賞 『リズと青い鳥』

- TSUTAYAプレミアムファン賞
  - 日本映画部門 『劇場版 コード・ブルー-ドクターヘリ緊急救命-』
  - 外国映画部門 『ボヘミアン・ラプソディ』

- 特別賞
  - 戸田奈津子

第74回（2019年）
- 作品部門
  - 日本映画大賞 『蜜蜂と遠雷』
  - 日本映画優秀賞 『新聞記者』
  - 外国映画ベストワン賞 『ジョーカー』

- 俳優部門
  - 男優主演賞 成田凌 『カツベン!』
  - 女優主演賞 シム・ウンギョン 『新聞記者』
  - 男優助演賞 吉澤健 『凪待ち』
  - 女優助演賞 池脇千鶴 『半世界』
  - スポニチグランプリ新人賞 鈴鹿央士 『蜜蜂と遠雷』、関水渚 『町田くんの世界』
  - 田中絹代賞 風吹ジュン

- スタッフ部門
  - 監督賞 石川慶 『蜜蜂と遠雷』
  - 脚本賞 阪本順治 『半世界』
  - 撮影賞 クリストファー・ドイル 『ある船頭の話』
  - 美術賞 磯田典宏 『カツベン!』
  - 音楽賞 RADWIMPS 『天気の子』
  - 録音賞 藤本賢一 『半世界』

- ドキュメンタリー部門
  - ドキュメンタリー映画賞 『えんとこの歌 寝たきり歌人・遠藤滋』

- アニメーション部門
  - アニメーション映画賞 『海獣の子供』
  - 大藤信郎賞 『ある日本の絵描き少年』

- TSUTAYAプレミアムファン賞
  - 日本映画部門 『凪待ち』
  - 外国映画部門 『ジョーカー』

- 特別賞
  - 宮本まさ江（衣裳）

第75回（2020年）
- 作品部門
  - 日本映画大賞 『MOTHER マザー』
  - 日本映画優秀賞 『アンダードッグ』
  - 外国映画ベストワン賞 『パラサイト 半地下の家族』

- 俳優部門
  - 男優主演賞 森山未來 『アンダードッグ』
  - 女優主演賞 水川あさみ 『喜劇 愛妻物語』
  - 男優助演賞 宇野祥平 『罪の声』
  - 女優助演賞 蒔田彩珠 『朝が来る』
  - スポニチグランプリ新人賞 上村侑 『許された子どもたち』、佳山明 『37セカンズ』
  - 田中絹代賞 梶芽衣子

- スタッフ部門
  - 監督賞 河瀬直美 『朝が来る』
  - 脚本賞 丸山昇一 『一度も撃ってません』
  - 撮影賞 西村博光 『アンダードッグ』
  - 美術賞 磯見俊裕、露木恵美子 『ばるぼら』
  - 音楽賞 渋谷慶一郎 『ミッドナイトスワン』
  - 録音賞 藤丸和徳、瀬川徹夫 『アンダードッグ』

- ドキュメンタリー部門
  - ドキュメンタリー映画賞 『れいわ一揆』

- アニメーション部門
  - アニメーション映画賞 『魔女見習いをさがして』
  - 大藤信郎賞 『音楽』

- TSUTAYAプレミアム映画ファン賞
  - 日本映画部門 『ミッドナイトスワン』
  - 外国映画部門 『TENET テネット』

- 特別賞
  - 大林恭子（映画プロデューサー）

第76回（2021年）
- 作品部門
  - 日本映画大賞 『ドライブ・マイ・カー』
  - 日本映画優秀賞 『すばらしき世界』
  - 外国映画ベストワン賞 『ノマドランド』

- 俳優部門
  - 男優主演賞 佐藤健 『護られなかった者たちへ』
  - 女優主演賞 尾野真千子 『茜色に焼かれる』
  - 男優助演賞 仲野太賀 『すばらしき世界』
  - 女優助演賞 清原果耶 『護られなかった者たちへ』
  - スポニチグランプリ新人賞 和田庵 『茜色に焼かれる』、片山友希 『茜色に焼かれる』
  - 田中絹代賞 宮本信子

- スタッフ部門
  - 監督賞 濱口竜介 『ドライブ・マイ・カー』
  - 脚本賞 吉田恵輔 『空白』
  - 撮影賞 笠松則通 『すばらしき世界』
  - 美術賞 原田哲男 『燃えよ剣』
  - 音楽賞 林正樹 『すばらしき世界』
  - 録音賞 浦田和治 『孤狼の血 LEVEL2』

- ドキュメンタリー部門
  - ドキュメンタリー映画賞 『水俣曼荼羅』

- アニメーション部門
  - アニメーション映画賞 『岬のマヨイガ』
  - 大藤信郎賞 『プックラポッタと森の時間』

- TSUTAYA映画ファン賞
  - 日本映画部門 『るろうに剣心 最終章 The Final』
  - 外国映画部門 『007/ノー・タイム・トゥ・ダイ』

- 特別賞
  - 岩波ホール

第77回（2022年）
- 作品部門
  - 日本映画大賞 『ケイコ 目を澄ませて』
  - 日本映画優秀賞 『夜明けまでバス停で』
  - 外国映画ベストワン賞 『ベルファスト』

- 俳優部門
  - 男優主演賞 沢田研二 『土を喰らう十二ヵ月』
  - 女優主演賞 岸井ゆきの 『ケイコ 目を澄ませて』
  - 男優助演賞 窪田正孝 『ある男』
  - 女優助演賞 伊東蒼 『さがす』
  - スポニチグランプリ新人賞 番家一路 『サバカン SABAKAN』、嵐莉菜 『マイスモールランド』
  - 田中絹代賞 寺島しのぶ

- スタッフ部門
  - 監督賞 三宅唱 『ケイコ 目を澄ませて』
  - 脚本賞 早川千絵 『PLAN75』
  - 撮影賞 月永雄太 『ケイコ 目を澄ませて』
  - 美術賞 今村力、新田隆之 『死刑にいたる病』
  - 音楽賞 青葉市子 『こちらあみ子』
  - 録音賞 川井崇満 『ケイコ 目を澄ませて』

- ドキュメンタリー部門
  - ドキュメンタリー映画賞 『スープとイデオロギー』

- アニメーション部門
  - アニメーション映画賞 『高野交差点』
  - 大藤信郎賞 『犬王』

- TSUTAYA DISCAS映画ファン賞
  - 日本映画部門 『チェリまほ THE MOVIE 〜30歳まで童貞だと魔法使いになれるらしい』
  - 外国映画部門 『トップガン マーヴェリック』

- 特別賞
  - 中島貞夫（映画監督）

第78回（2023年）
- 作品部門
  - 日本映画大賞 『せかいのおきく』
  - 日本映画優秀賞 『ほかげ』
  - 外国映画ベストワン賞 『TAR/ター』

- 俳優部門
  - 男優主演賞 鈴木亮平 『エゴイスト』
  - 女優主演賞 杉咲花 『市子』
  - 男優助演賞 宮沢氷魚 『エゴイスト』
  - 女優助演賞 広瀬すず 『キリエのうた』
  - スポニチグランプリ新人賞 サリngROCK 『BAD LANDS バッド・ランズ』、アフロ 『さよなら ほやマン』
  - 田中絹代賞 薬師丸ひろ子

- スタッフ部門
  - 監督賞 石井裕也 『月』
  - 脚本賞 阪本順治 『せかいのおきく』
  - 撮影賞 鎌苅洋一 『月』
  - 美術賞 上條安里 『ゴジラ-1.0』
  - 音楽賞 ジム・オルーク 『658km、陽子の旅』
  - 録音賞 志満順一 『せかいのおきく』

- ドキュメンタリー部門
  - ドキュメンタリー映画賞 『『生きる』大川小学校津波裁判を闘った人たち』

- アニメーション部門
  - アニメーション映画賞 『アリスとテレスのまぼろし工場』
  - 大藤信郎賞 『君たちはどう生きるか』

- TSUTAYA DISCAS映画ファン賞
  - 日本映画部門 『劇場版 美しい彼 eternal』
  - 外国映画部門 『エブリシング・エブリウェア・オール・アット・ワンス』

- 特別賞
  - 鈴木敏夫（スタジオジブリプロデューサー）

第79回（2024年）
- 作品部門
  - 日本映画大賞 『夜明けのすべて』
  - 外国映画ベストワン賞 『オッペンハイマー』

- 俳優部門
  - 主演俳優賞 横浜流星 『正体』、 河合優実 『あんのこと』『ナミビアの砂漠』
  - 助演俳優賞 池松壮亮 『ぼくのお日さま』 、カルーセル麻紀 『一月の声に歓びを刻め』
  - スポニチグランプリ新人賞 越山敬達 『ぼくのお日さま』

- スタッフ部門
  - 監督賞 三宅唱 『夜明けのすべて』
  - 脚本賞 濱口竜介 『悪は存在しない』
  - 撮影賞 池田直矢 『十一人の賊軍』
  - 美術賞 林田裕至 『箱男』
  - 音楽賞 石橋英子 『悪は存在しない』
  - 録音賞 浦田和治 『十一人の賊軍』

- ドキュメンタリー部門
  - ドキュメンタリー映画賞 『映画 ○月○日、区長になる女。』

- アニメーション部門
  - 大藤信郎賞 『私は、私と、私が、私を、』

- TSUTAYA DISCAS映画ファン賞
  - 日本映画部門 『夜明けのすべて』
  - 外国映画部門 『インサイド・ヘッド2』